# 御料車
御料車（）は、日本の天皇によって使用される自動車である。この記事では、皇室（天皇・上皇と皇族）によって使用されている自動車全般について扱う。 
狭義には、皇ナンバーが付けられた天皇皇后の専用車両が御料車と呼ばれ、令和期以降はそれらの車両（公務用御料車）に「私的行事用御料車」を含めて御料車として扱われている（→#天皇の自動車）。広義には、それら専用車以外であっても、天皇が乗車する自動車について御料車と呼ばれる。鉄道や馬車のそれと区別するため、本来の呼び名は御料自動車だが、「御料車」と通称される。この記事では、特に注意書きを書かない場合、皇ナンバーを付けた車両のことを「御料車」、「御料自動車」と記述する。
御料自動車は天皇皇后の専用車両と位置付けられており、天皇が乗車する際はボンネット先頭に天皇旗が掲げられる。同車は天皇皇后専用車ではあるものの、慶弔事のあった皇族や、国賓として訪日した外国首脳、（車が選択された場合は）信任状捧呈式の大使に対して差し回され、乗車の機会が贈られることがある。差し回しの際は、天皇旗ではなく、乗客となる皇族の皇族旗や、国賓の国旗が車両先頭に掲げられる。
平成期以降、御料自動車にはリムジンタイプとセダンタイプの2種類があり、用途に応じて使い分けられている（→#セダン御料車の導入）。初の国産御料車である日産・プリンスロイヤルが全て引退した2008年（平成20年）以降、リムジンはトヨタ・センチュリーロイヤル、セダンはトヨタ・センチュリーが使用されている。

## 法律上の扱い
一見するとナンバープレートが付けられていないように見えることから、特殊な位置づけの自動車だとみなされがちだが、一般車と同様、道路交通法や自動車検査登録制度（車検）といった法律や制度の対象となっている。
ナンバープレートについては、道路運送車両法施行規則で特別の定め（第11条第2項）があり、定められた様式として、直径10 cm・円形の皇室用ナンバープレートが車体前部と後部に取り付けられている（→#ナンバープレート）。一般車がナンバープレートを装着している位置には、装飾として、菊花紋章が付けられている。
車検については、保安上の理由から、宮内庁管理部車馬課の自動車班が担当し、自動車整備士の国家資格を持つ職員が、皇居内の車馬課整備工場で行う。東京運輸支局で発行された自動車検査証も存在し、登録番号は皇室用ナンバープレートの番号で「皇1」などとなっている。フロントガラスには検査標章のシールが貼られている。
登録上は自家用車となるため車庫証明も必要で、自動車損害賠償責任保険（自賠責保険）の契約締結や、自動車重量税の納付が必要となる。自動車税については、省庁や自治体等が保有する一般の公用車と同じく、地方税法の規定（第148条）により免除となる。
公道を走行する際は一般車両と同様に道路交通法の対象となる。一例として、天皇を乗車させている場合であっても、救急車、消防車などの緊急車両の通行に対しては、道を譲り、一時停止などをする義務がある。運用の上で警察によって交通信号機の操作（進路上の信号を青信号にする）が行われることはあるものの、信号機による指示にも従う義務がある。

### ナンバープレート
皇室が使用する自動車には、天皇皇后専用車の自動車だけに取り付けが許されるナンバープレートである皇ナンバーが装着された車両と、一般車と同じ「品川」ナンバーが装着された車両（平成期までは特別車と呼ばれた）がある。
皇ナンバーについては道路運送車両法施行規則にその定めがあり、法律上の扱いでは、皇ナンバーの車両の乗員として想定されているのは天皇、皇后、皇太后の3者のみだが（同則第11条2）、現在は、（法律制定時に存在しなかった）上皇と上皇后もそれに含まれると考えられている。
皇室用ナンバープレートには「皇」の1字とアラビア数字が金色で書かれており、「皇1」といった表記がされている。プレートそのものには銀メッキが施されている。このプレートの形状や書式は、道路運送車両法施行規則の中で定められている。
このナンバープレートは、鋳物製で、鋳型は宮内庁が保有している。使いまわしはされず、新車が導入されるたび、新規に製造される。
2021年末時点では下記の割り当てがされている。
| #     | 分類         | 車種                                  | 備考                           |
| ----- | ------------ | ------------------------------------- | ------------------------------ |
| 皇1   | 第1号御料車  | トヨタ・センチュリーロイヤル（GZG51） | リムジン                       |
| 皇2   | 第2号御料車  | トヨタ・センチュリーロイヤル（GZG52） | 寝台車、病患輸送車（霊柩車）   |
| 皇3   | 第3号御料車  | トヨタ・センチュリーロイヤル（GZG51） | リムジン。特装車（防弾強化）。 |
| 皇5   | 第5号御料車  | トヨタ・センチュリーロイヤル（GZG51） | リムジン。特装車（防弾強化）。 |
| 皇7   | 第7号御料車  | トヨタ・センチュリー（GZG50）※2代目   | セダン                         |
| 皇8   | 第8号御料車  | トヨタ・センチュリー（UWG60）※3代目   | セダン                         |
| 皇9   | 第9号御料車  | トヨタ・センチュリー（UWG60）※3代目   | セダン                         |
| 皇13  | 第13号御料車 | トヨタ・センチュリー（UWG60）※3代目   | セダン                         |
| 皇14  | 第14号御料車 | トヨタ・センチュリー（GZG50）※2代目   | セダン                         |
| 出典: |              |                                       |                                |

「皇1」は国会開会式（1月）や全国戦没者追悼式（8月15日）などの公式行事への行幸（行幸啓）を中心として使用されている。
「皇1」も含め、番号ごとの役割分担が規則などで決められているわけではないものの、日産・プリンスロイヤル時代に寝台車（霊柩車）に割り当てられていた「皇2」はセンチュリーロイヤルでも寝台車が引き継ぎ、ロールス・ロイスのオープンカーに割り当てられていた「皇10」はトヨタ・センチュリーのオープンカーが引き継ぐ、といった具合に、先代からの流れで同じ役割の車両に番号が引き継がれる例は存在する。
「皇11」以上の番号は臨時で割り当てられている例がほとんどで、最も大きい数字は（現在も使用中の）「皇14」で、この番号は過去にも使われていた記録がある。「皇4」は忌み数として欠番で、「皇4」の割り当てが行われた例は過去にも確認されていない。

### 天皇の自動車
天皇・上皇の乗用車は令和期には下記の3種類がある。
- 公務用御料車

「皇」ナンバーを付けた公用車。上記したように法律で特に区別されている。
- 私的行事用御料車

品川ナンバーを付けた公用車。私的な行事で使用される。平成期に「特別車」として導入され、令和期になってから御料車として扱われるようになった。
- 私用車

天皇が個人の資産として所有するもので、公用車ではない。

## 内外装の特徴

### 外装

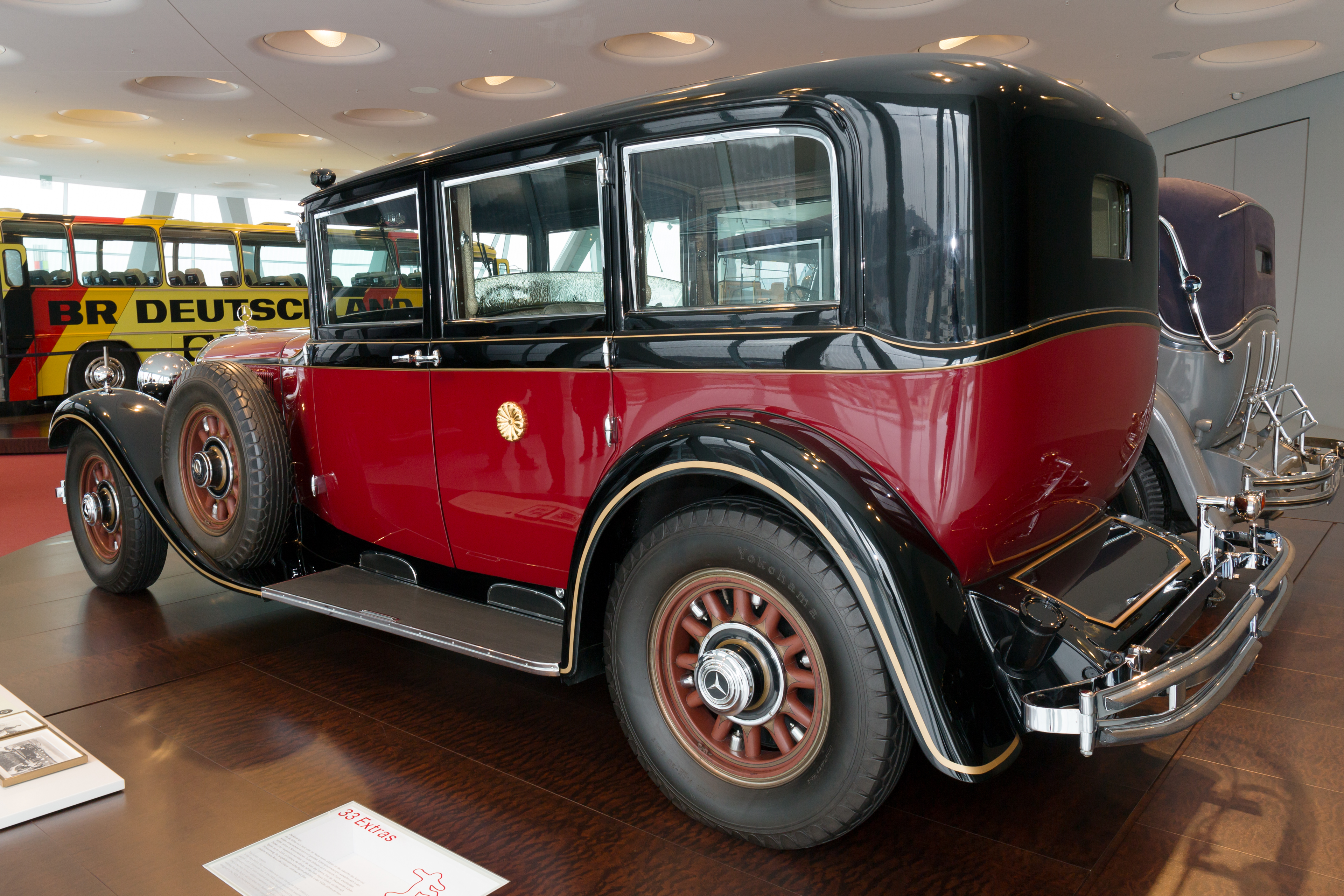
かつて御料車だったメルセデス・ベンツ・770（保存車）。溜色で塗装されている。

菊花紋章が、車体の前後にひとつずつ、車両後部ドアに左右にひとつずつ、計4つ掲出されている。ボンネット前端部には天皇旗などを掲げるための器具が取り付けられるようになっている。
メルセデス・ベンツ・770までの車両では、御料馬車からの伝統的な塗色である溜色（）と呼ばれる赤系の塗装がされていた。塗料としてはマルーン系で、天候によって色相が変化し、晴天では朱色のようなあざやかな赤、曇天ではワインレッドのような深い色合いになる塗装だった。
戦後に昭和天皇用の貴賓車として導入され、後に御料車に変更されたキャデラック・75リムジンは、御料車となった後も地味なグレーの塗装が維持され、同時期に導入されたロールス・ロイスの車両複数もいずれも漆黒で塗装され、以降の御料車では黒系の塗装が施されている。

### 内装
リムジンのセンチュリーロイヤルでは、後部客室の座席には高級毛織物（ウール）地が用いられ、客室の内装はベージュ色で統一されている。センチュリーロイヤルでは天井部は和紙、乗降ステップに御影石が用いられているほか、随所に天然木が使用されている。運転席のある前部シートは3人掛けのベンチシート（革張り）で、後部客室との間はガラスで仕切りが設けられ、相互のやり取りにはインターホンなどの通話装置や伝声管を使用する。
御料車特有の装備として、三種の神器である剣璽を安置するための台座を客室内に取り付けられるようになっている。剣璽動座が行われる際は、この台座を使って天皇の座席の両隣に天叢雲剣と八尺瓊勾玉が載せられることになる。天皇皇后が同時に外出する行幸啓の際、通常は御料車の後部座席に並んで乗車するが、この剣璽動座が行われる際は天皇と皇后が別々の車両に分乗して移動することになる。

## 沿革

### 皇室と自動車の初期の接点

#### 皇太子献納車の渡来
1900年（明治33年）2月11日、宮内省は、皇太子嘉仁親王（後の大正天皇）の婚約を発表し、同年5月に皇太子の結婚の儀が催されることになった。日本国内では東宮御慶事奉祝会が組織され、名士や省庁、民間組織がそれぞれ献納品を発表して名品の献納が盛んに行われた。太平洋を隔てた米国のサンフランシスコの日本人会でも、電気自動車を献上することを決め、この車両は同年9月に宮内省に納められた。「皇太子献納車」と呼ばれることになるこの電気自動車が、皇室と自動車との最初の接点となった。
同車は試運転中に軽微な事故を起こしたことで、献上は見送られたが、嘉仁親王は御所内で同車の試運転を台覧した。この時の試走は慎重を期して低速で走らせたものだったためか、親王は「自動車とはことのほか速度の遅きものである」と述べたとされる。

#### 有栖川宮威仁親王の尽力
続いて、1900年代半ば、欧州歴訪から帰国した有栖川宮威仁親王が、今後の国家発展のためには自動車の導入が不可欠になるという考えの下、日本への自動車の導入を積極的に図り始めた。威仁親王は嘉仁親王の教育係である東宮輔導を務めており（任：1899年 - 1903年）、皇太子献納車の存在も知っていたと推測されている。威仁親王は、1905年（明治38年）にドイツ帝国のヴィルヘルム皇太子の結婚式に出席するため渡欧し、同年8月、フランス製の自動車「ダラック号」と、専任のイギリス人運転士を伴って日本に帰国した。同年10月12日、威仁親王は持ち帰った同車で初めて参内し、10月15日には嘉仁親王を伴って同車で参内した。
その後、親王自らダラック号を運転して各地に赴くようになった。ある日の道中で、車両の整備を手掛けていた吉田真太郎、内山駒之助に、日本の国情に合った自動車を作るよう下命した。技師の内山はこの依頼を達成し、日本初のガソリン自動車となる国産吉田式自動車（タクリー号）を完成させた。これを喜んだ威仁親王本人も同車を購入し、これが皇室にとっては最初の国産車となる。
1908年（明治41年）8月1日、威仁親王はダラック号、タクリー号を擁し、当時の自動車愛好家の名士たちとともに日比谷公園から立川市（日野の渡し）までのドライブ会を挙行した。これは日本初のドライブ会（ツーリング）だと言われている。加えて、1909年（明治42年）4月にドイツのメルセデス、1910年（明治43年）4月にイギリスのデイムラーを新たに取り寄せ、ダラック号を含めたこれら3台は、皇室にもたらされた最初の高級車にあたると考えられている。

#### 明治天皇による関心
明治天皇が皇太子献納車、ダラック号、タクリー号を見たかは定かではない。一方、自動車に関心を覚えていたことはたしかで、1904年（明治37年）春もしくは1908年（明治41年）5月には自動車が走る様子を天覧したという逸話がある。それは三越呉服店が宮城に参内して謁見した際のもので、天皇は明治宮殿の東御車寄に停められていた同店のトラック（献上品を運搬していた）に興味を示し、自ら希望して見たという話が伝わっており（諸説あり）、これは歴代天皇と自動車の最初期の接点だと考えられている。

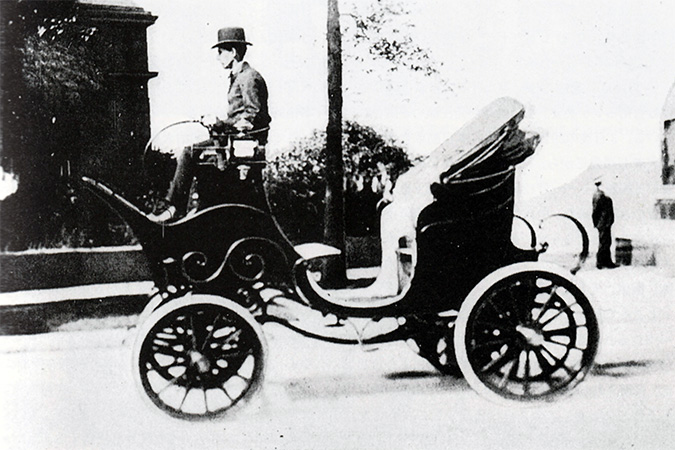
皇太子献納車（1900年）
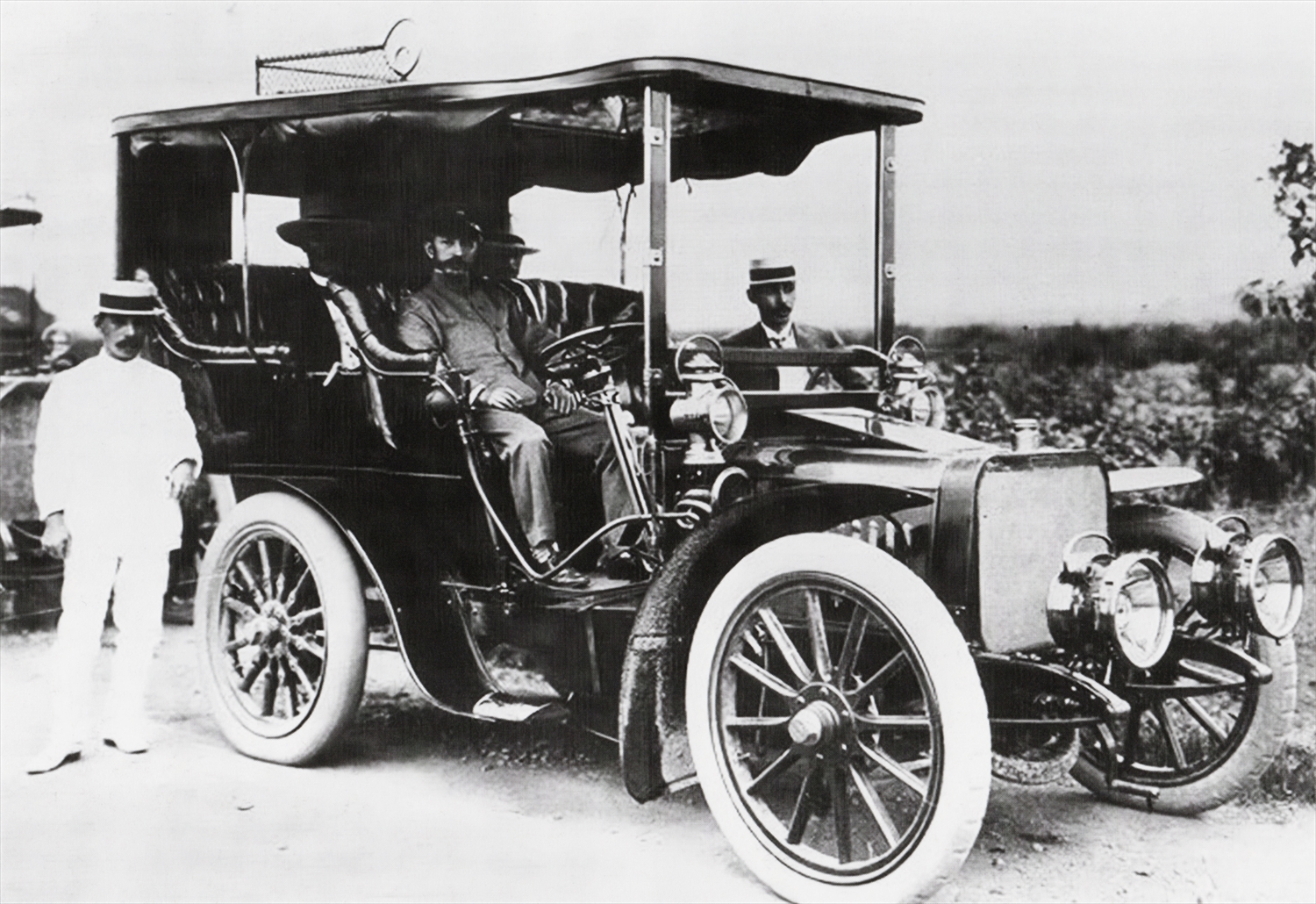
ダラック号（1905年）。1908年8月の遠乗り会時の写真[17]。威仁親王が運転席に座り、白服を着た吉田真太郎が車外に立っている[17]。
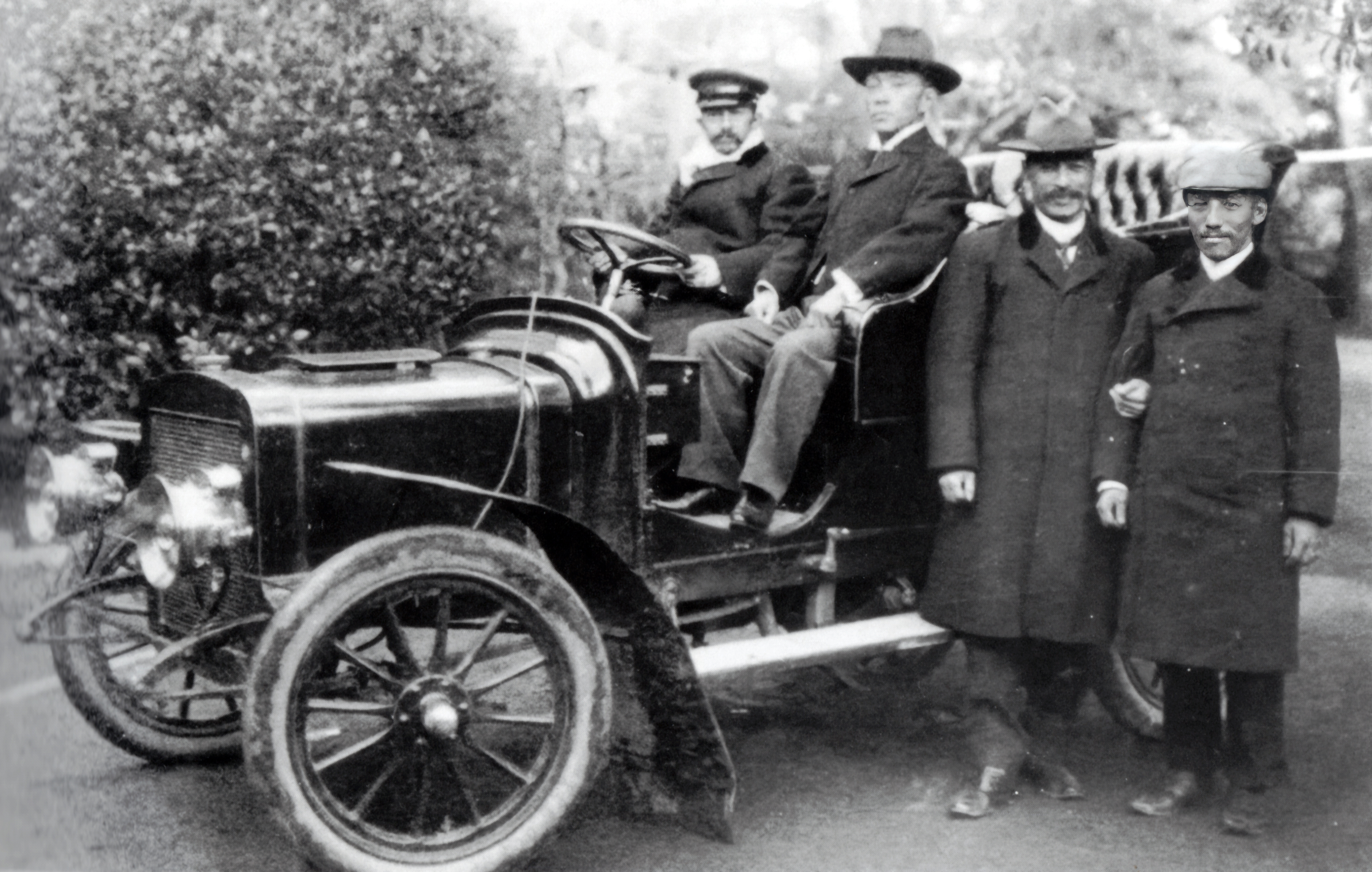
タクリー号（1907年）。初の国産ガソリン自動車で、製造を後押しした威仁親王は自らも1台を購入[注釈 13]。皇室における初の国産車となる。

### 御料自動車導入の経緯

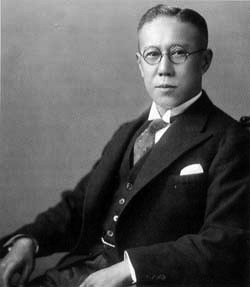
大倉喜七郎男爵。中途から威仁親王に代わって御料車導入の推進役を担い、自ら渡欧して車両製造の監督を務めた。

1910年（明治43年）春、清の光緒帝の弟の載濤が軍事視察のため日本を訪れた際、帝国陸軍が大隈重信らから自動車を借り上げて接遇に使用し、同年秋に載洵が日本を訪れた際にも自動車を使用し、成功を収めた。翌年にはドイツ帝国のヴィルヘルム皇太子の訪問がある予定であったことから、宮内省内でも、貴賓の接遇用として、御料自動車の導入が検討されることになった。
1910年中に明治天皇は皇室への自動車導入に裁可を出し、同年末、皇室令規定が改正され、宮内省は調度寮に自動車の運転士9名を配置することを告示した。この時に、宮内省の公文書の中では初めて「自動車」という単語が現れた。
翌1911年（明治44年）から自動車導入に向けた本格的な調査が始まった。同年1月、有栖川宮威仁親王は、有栖川宮家の家従でお抱え運転士の有馬純篤を自動車研究の名目でヨーロッパに派遣し、各国王室の調査を命じた（同年8月に帰国）。この際、イギリス、ドイツ、ロシア、オーストリア、イタリアの各王室でどういった自動車が使われているのか、各国大使館に調査が依頼された。
同時に、当時日本で随一の自動車通とみなされていた、大倉財閥・男爵家の大倉喜七郎（当時は喜七）も宮内省の調査に協力し、スウェーデン王国への問い合わせを行うという形で参画を始めた。
調査結果は威仁親王を中心として検討が行われ、結論として、イギリスのデイムラー社の車両と、ドイツのダイムラー社の車両（メルセデス）が御料車にふさわしいとして奏上された。1911年（明治44年）11月、皇室経済会議が開かれ、デイムラーとダイムラー（メルセデス）に加えて、臣下車はイタリアのフィアットからも調達するということで、外務省を介して自動車の製造がこの3社に依頼される（→#車種選定の経緯）。同時に、宮内省は大倉に車両製作の監督と、ヨーロッパ各王室の運転士服装の調査を下命し、大倉は12月に渡欧した。
1912年（大正元年）の12月31日から翌年1月にかけて、天皇専用の御料車のほか、貴賓車や臣下車（運搬車を含む）など、前年に発注した計9台の自動車が横浜港に順次到着した。
1913年（大正2年）3月10日、宮内省の調度寮に自動車部が設置され、検討開始から3年の歳月を経た末、皇室で御料車の使用が正式に始まった。（→#デイムラー・リムジン 57.2HP）
同年4月14日、大正天皇は青山御苑にて初めてこの御料車（デイムラー）に試乗した（運転は佐藤武夫）。明治天皇は自動車に興味を示したという記録はいくつかあるものの、実際に乗車したという記録はないため、この時の大正天皇が「自動車に乗った」最初の天皇にあたると考えられている。

### 自動車鹵簿
御料自動車が導入されたことにより、鹵簿（ろぼ。車列）や運転士に関する規定など、御料自動車独自の運用規定を整備する必要が生じ、1921年（大正10年）に自動車鹵簿（）の規則が制定された。一方、大正期は公式の鹵簿は馬車で、自動車はあくまで略式という位置づけだった。（鹵簿については「御料馬車」を参照）
馬車を公式としていた鹵簿の在り方は、1923年（大正12年）に起きた2つの凶事を境に大きく様変わりすることを余儀なくされる。
まず、9月に発生した関東大震災で、皇居内の主馬寮の庁舎、特に馬車舎が壊滅的な被害を受け、鹵簿で使われていた主だった儀装馬車も大破してしまった。そのため、この時を境にして、公式の鹵簿でも自動車が使用されることが多くなっていった。
続いて、12月に起きた虎ノ門事件により、御料車の防弾性能のなさが問題視されるとともに、随衛が即応できなかったことも問題視された。この事態を受け、事件直後の1924年（大正13年）1月に御料車の横を守る側衛として従来の騎馬に加えてサイドカー（宮内省は「側車」と呼んだ）が導入され、さらに、1925年（大正14年）10月に改訂された自動車鹵簿の規定では、騎馬による側衛が廃止され、側衛はサイドカーに統一された。これは、舗装道路の増加によって騎馬では御料自動車に追随することが難しくなってきたという事情や、騎馬とサイドカーが混在した警衛はあまりにも仰々しいものとなり、皇室と国民との親和を妨げることが懸念されたといった事情もあった。
その後、馬車は天皇の乗り物としては即位の礼などのごく限られた儀式でのみ使用されるようになり、通常の公式行事で乗用される御料車として復権することはなかった。自動車鹵簿の形態は、1925年（大正14年）の改定でひとまず確立し、その後も同じ形式の車列が戦後まで用いられ続けることになる。戦後は、馬車が主流だった時代の用語に基づいた「自動車鹵簿」という呼び方も廃れ、単に車列（御車列）と呼ばれるようになった。

### 「赤ベンツ」
3代目の御料車として、1932年（昭和7年）からメルセデス・ベンツ・770（W07）が順次導入され、防弾車も配備された。従来のイギリス車に代えてドイツのダイムラー・ベンツの車両が選ばれた理由は定かではなく、当時の不穏な社会情勢を反映して、華奢な印象のイギリス車よりも、もっと安全で頑丈な車への要望が強かったためだと考えられている。加えて、国際関係の点で、導入を始めた時点で日本とドイツ（ヴァイマル共和国）との関係は良好なものではなかったのだが（詳細は「日独関係」を参照）、イギリスとの関係に距離が生じつつあった（詳細は「日英関係」を参照）ことが少なからず影響を及ぼしたと考えられている。この時期を境に、日本はナチス・ドイツ（1933年成立）、イタリア王国という枢軸国側へ傾斜の度を徐々に強めていくことになる。
導入された7台の内の6台が戦後まで生き延び、結果として1969年（昭和44年）まで35年に渡って御料車の任を務めた。
終戦後の1947年（昭和22年）から1954年（昭和29年）にかけて、昭和天皇は日本全国の46都道府県を巡幸した（詳細は「昭和天皇の戦後巡幸」を参照）。この際に現地での移動に主に使用されたのもこのメルセデス・ベンツ・770だった。そのため、国民にもその存在は広く知られた御料車となり、「赤ベンツ」と通称された。

### 国産御料車の誕生
1960年代になると、「御料車は国産で」という機運が高まり、昭和天皇の意向も受けて、国産御料車の製作が検討されるようになった。
宮内庁からその旨を打診され、その中でどのメーカーにすればよいか問われた自動車工業会（現在の日本自動車工業会）は、皇太子明仁親王との縁が深いことも鑑みて、プリンス自動車工業を推薦し、同社に依頼することが決定するに至った。そうして、1965年（昭和40年）9月に開発が始まり、1967年（昭和42年）に初の国産の御料車となる日産・プリンスロイヤルが完成し、以降、41年間の長きにわたって使用されることになった。

### セダン御料車の導入
1989年1月、昭和天皇が崩御し、平成へ改元された際、即位した天皇明仁に引き継がれた御料自動車は、4台の日産・プリンスロイヤルのみだった。天皇明仁は、皇太子時代から、プリンスロイヤルのような大型リムジンの御料車は「特別な装い感」が強く、日常での使用は（国民から）好まれないのではないかと案じていた（天皇明仁の御料車観については別記）。
そこで、皇太子時代に公用車（東宮特別車）として乗用していたセダンの日産・プレジデント（1983年式）とトヨタ・センチュリー（1983年式）を、一般車と同じ品川ナンバーのまま、引き続き公務において使い続けることにした。こうした天皇の意向を受けて、御料車においても、即位の2ヶ月後にはプレジデント（1989年式）が導入され、同車に「皇1」の番号が与えられた。
以降、御料車にはセダンタイプも用意する習わしとなり、1996年（平成8年）にはプレジデントの退役に伴い、トヨタ・センチュリーが御料車の「皇1」を引き継いだ。（→#導入されたセダン型御料車）
リムジンのプリンスロイヤルも使用が継続され、かつての輿や馬車のように、御料自動車においても、行幸の種類によって車両の使い分けがされるようになった。2006年（平成17年）には、新たな御料車専用のリムジンとして、トヨタ・センチュリーロイヤルが導入され、その後の2年間でプリンスロイヤルを置き換えた。

### 現在の御料車
2019年5月1日、天皇徳仁が即位して、令和へと改元された。これまでの改元と異なり、この改元は天皇の生前退位によるもので、先代天皇明仁は上皇となった。御料車への影響として、従来の天皇皇后専用車だけでなく、上皇上皇后専用車も御料車（皇ナンバーを付ける）として管理されている。

## 代表的な御料車 (リムジン)
御料車の代表的車種はいずれもリムジンタイプの大型乗用車であり、以下、しばしば名前が挙げられる代表的な6車種について記載する。
- デイムラー・リムジン 57.2HP（1913年 - 1927年）
- ロールス・ロイス・シルヴァーゴースト（1921年 - 1936年）
- メルセデス・ベンツ・770（1932年 - 1968年）
- キャデラック・75リムジン（1958年 - 1970年）
- 日産・プリンスロイヤル（1967年 - 2008年）
- トヨタ・センチュリーロイヤル（2006年 - ）

### デイムラー・リムジン 57.2HP
最初の御料自動車として、1913年（大正2年）3月10日、宮内省にデイムラー・リムジン 57.2HPと同・ランドレー 38.4HPの2台が導入され、御料自動車の使用が始まった。
御料自動車の導入を決めたのは明治天皇だったが、1912年（明治45年）に崩御したため、大正天皇が御料自動車に乗った最初の天皇となった。

#### 車種選定の経緯
1911年（明治44年）、御料車導入に向けて行われた事前調査の結果、最後に候補に残ったのはこのデイムラーと、ダイムラーのメルセデスだった。最終選考に際して、宮内省は両車の仕様書を東京大学の総長である濱尾新に送り、同大に内容の精査を依頼した。そこで、デイムラーの仕様書は同大から酷評を受けたことから、最終的に同年11月に、御料車はメルセデス、貴賓車はデイムラーということで決定し、発注が行われた。
宮内省は大倉喜七郎（当時は喜七）に製作の監督、試運転の立ち合い、日本への輸送を委任してヨーロッパへと派遣し、大倉には発注車両について「出先ニ於テ此ノ仕様書ニ優リタル廉アルトキハ変更スルモ差支ナシ」という大きな権限を与えた。現地で製作を監督した大倉は、そうした権限に基づいて、御料車として2台のデイムラーを採用し、メルセデスは貴賓車とする変更を行った。
1912年（大正元年）12月31日にメルセデスの貴賓車が三島丸で横浜港に到着し、次いで、1913年（大正2年）1月15日入港の加賀丸で臣下車の運搬車（トラック）とバス（メルセデス・12人乗りバス）の2台が、1月27日に熱田丸でデイムラーの御料車2台を含む6台が到着した。到着した車両はすぐに試運転に回され、その結果も良好で、2月末までにすべての試運転を終え、2月25日には兵庫県舞子で療養中の有栖川宮威仁親王にもその旨を知らせる電報が送られた。
1913年（大正2年）3月10日、輸送を手掛けた大倉の日本自動車合資会社から、御料車2台が正式に宮内省に納入された（同日、宮内省の調度寮で自動車部が発足）。同年4月14日、青山離宮にて、大正天皇が御料車に初めて試乗し、御料自動車に乗車した最初の天皇となった。
初代の正運転士は、有栖川宮家のお抱え運転士だった有馬純篤が務め、同じく、大倉組（日本自動車）出身の佐藤武夫、川原房吉も宮内省技手として加わり、この3名が主馬寮付きの最初の運転士となった。この3名が御料車や貴賓車の運転士を務めつつ、指導役となり、他の各車両の運転士が養成された。

#### 車両の特徴

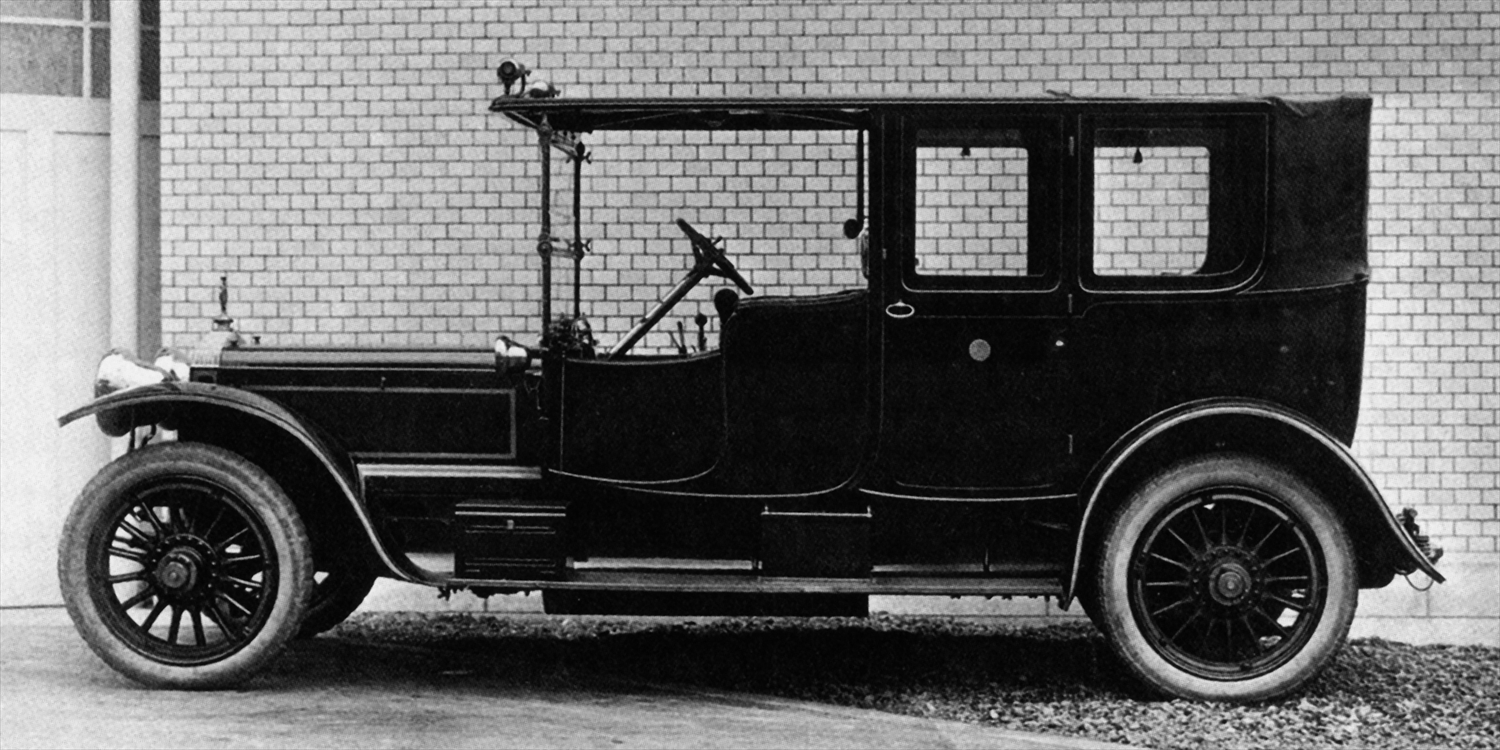
第2号御料車。ランドーレット（ランドレー）で、後席はメイソン・アンド・サンズ社製の幌型になっている。

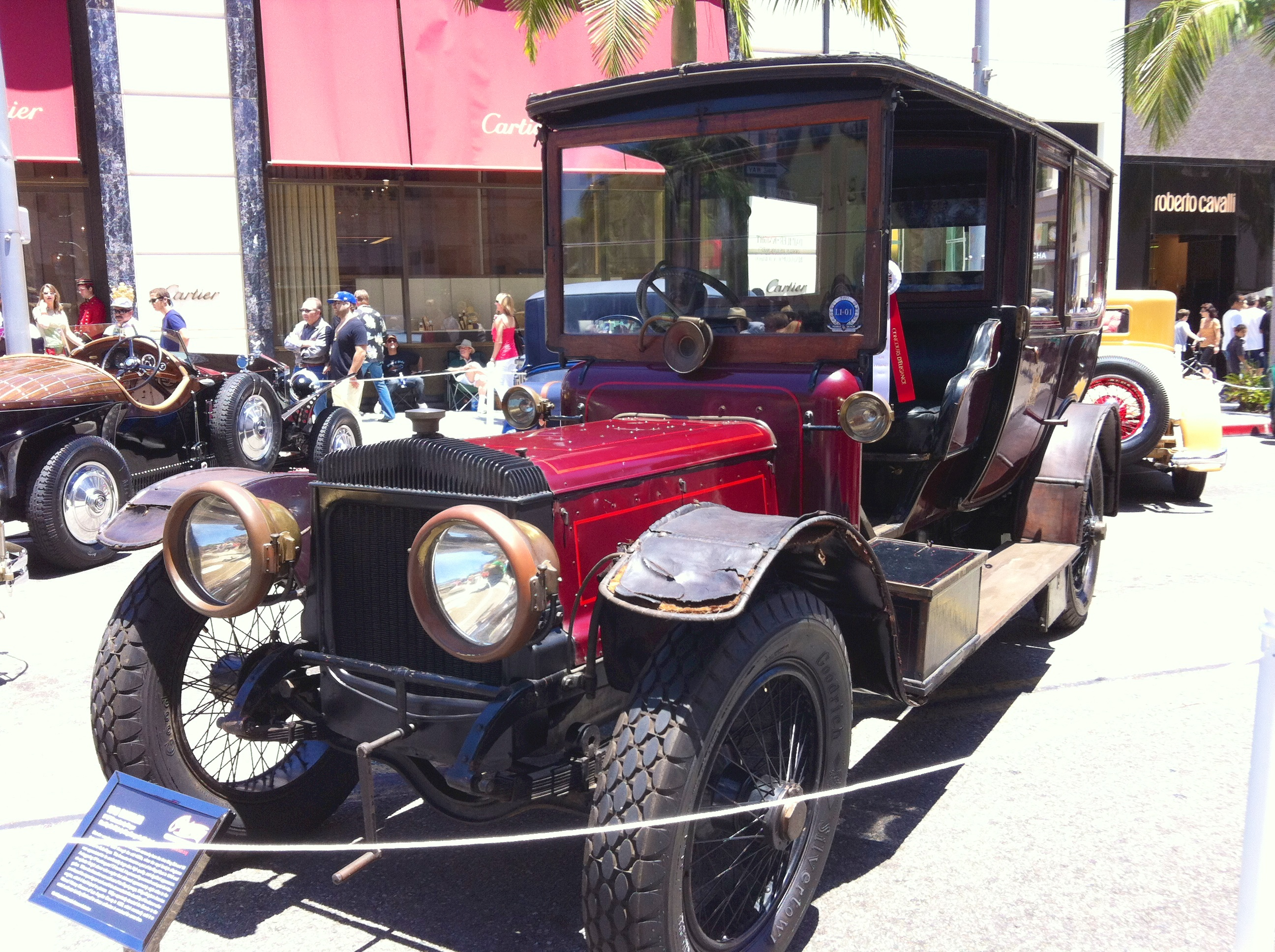
初代御料車と同型、ジョージ5世が使用した車。第1号御料車は基本的に同じものだが、ホイールはワイヤースポークではなく、小径のタイヤを木製スポークの頑丈なホイールに履かせている。ジョージ5世の車両の塗色であるロイヤルクラレット（Royal Claret）は、御料車の溜色（Japanese Imperial Red）よりも赤みが少ない。

第1号御料車はイギリス国王のジョージ5世の公用車と基本的に同じ仕様の車両で、当時のデイムラー社では最大の6気筒9.4リッター、57.2馬力（HP）のエンジンを搭載している。7人乗りの自動車。
第2号車は車体やボディはほとんど同じ仕様で、エンジンは38.4馬力のエンジンを搭載している。発注時点では予定されていなかった車両で、臣下車として予定されていたデイムラーの2台の内の1台を御料車としたもの。追加は大倉の判断によるものだが、追加された理由はよくわかっていない。
外装について、溜色（）と呼ばれる、漆塗りに由来を持つ濃い赤色で塗装された。この色がどういった仕様だったかは不明だが、御料馬車の塗色に近いものだったと考えられている。これを機に、戦前期は自動車を溜色で塗装することが法規で禁止された。
コーチビルダーはフーバー社（Huber）。2台ともオープンドライブリムジンで、運転席部分には横の窓がない。運転席と後部座席はガラスで仕切られていることから、行き先などの指示は伝声管によって運転士に伝えられる。
内装は、絹の太いモールを配した淡黄褐色の生地で、螺鈿細工を施した銀製の金具が使われていた。
当時の写真から、車体側面の菊花紋章や、乗車中であることを示す屋根上の識別灯は日本に到着した後で装着されたと考えられている。
- 初代御料車と同型、ジョージ5世が使用した車。第1号御料車は基本的に同じものだが、ホイールはワイヤースポークではなく、小径のタイヤを木製スポークの頑丈なホイールに履かせている[58]。ジョージ5世の車両の塗色であるロイヤルクラレット（Royal Claret）は、御料車の溜色（Japanese Imperial Red）よりも赤みが少ない[62]。

#### 各車両
| 分類        | 車種                                    | 年式     | 導入年月日               | 備考                                        |
| ----------- | --------------------------------------- | -------- | ------------------------ | ------------------------------------------- |
| 第1号御料車 | デイムラー・リムジン 57.2HP             | 1912年式 | 1913年（大正2年）3月10日 | 1927年6月20日に退役。陸軍自動車学校へ寄贈。 |
| 第2号御料車 | デイムラー・リムジン・ランドレー 38.4HP | 1912年式 | 1913年（大正2年）3月10日 | 1927年6月20日に退役。陸軍造兵廠へ寄贈。     |
| 出典:       |                                         |          |                          |                                             |

### ロールス・ロイス・シルヴァーゴースト
1921年（大正10年）9月に、2代目の御料車としてロールス・ロイス・シルヴァーゴーストが2台納入された。
導入されたのが大正天皇の病状が思わしくない時期だったことに加え、1923年（大正12年）9月の関東大震災、同年12月の虎の門事件（後述）といった社会情勢の影響を受け、活躍は長いものとはならなかった。

#### 導入の経緯
この車両が導入された経緯は不明だが、初代御料車であるデイムラーの導入から10年の節目を迎えたことや、導入年の1921年（大正10年）11月に皇太子裕仁親王が摂政に就任するといったことが影響したと考えられている。
この時期、イギリス王室は以前と同様にデイムラーを使い続けており、比較的新興のロールス・ロイス社製の車両を使うという日本の皇室の選択は、他の国の状況と比較して先進的なものだった。貴賓車についても、1920年（大正9年）からデイムラー、ピアース・アロー（米国車）、1922年（大正11年）にはロールス・ロイス（ツーリング仕様）が追加され、イギリス車で固められた。
コーチビルダーは初代御料車のデイムラーと同じくフーバー社。ボディ形式も初代と同じくオープンドライブリムジンだが、このことは後々問題になる（後述）。
御料車となるロールス・ロイスの輸入は、東京瓦斯電気工業が宮内省からの下命を受けてその任に当たった。この指名は当時の同社が自動車の輸入販売業も行っていたためだが、このことが縁となったか、1931年（昭和6年）に同社製のTGE・MP型トラックが宮内省に買い上げられ、皇室の公用車としては最初の国産車となった。
車両は1920年（大正9年）春に東京瓦斯電気工業に調達が下命され、翌1921年（大正10年）9月2日、2台の車両を積載した因幡丸が横浜港に到着し、9月2日と12日に分けて1台ずつ宮内省に納められた。
車両価格は、シャシーのみの場合では1台当たり約2,100ポンドで、この御料車では調度類を含めて2,425ポンドを要した。

#### 虎の門事件
1923年（大正12年）12月27日、帝国議会の開院式に向け、皇太子摂政宮裕仁親王を乗せて走っていたこの御料車が、虎ノ門外（現在の虎ノ門1丁目の外堀通り上）で無政府主義者によって襲撃を受ける事件が発生した。御料車はステッキ仕込みの散弾銃によって狙撃され、窓ガラスを撃ち抜かれた。裕仁親王に怪我はなく、同乗していた東宮侍従長が軽傷を負ったのみの被害で済んだものの、この一件は、本車両が防弾装備どころか、運転席の横には窓すらないという無防備なものであることが認識される契機となった。
この時に、御料車そのものの不備以外に、供奉車に乗っていた随衛たちが変事に即応できなかったことも問題視され、側衛は騎馬に加えて側車（サイドカー）が導入され、1925年（大正14年）には騎馬による側衛が廃止され、側衛は側車によるものに統一された。並行して防弾装備の研究が進められ、1924年（大正13年）から日本自動車が臣下車のピアース・アローをベースとして防弾車の開発を極秘裏に始めた。この装備は1925年（大正15年）には完成したが、実際に御料車の改造が行われたのかは定かでない。
いずれにせよ、こうした経緯から、次の代の御料車メルセデス・ベンツ・770では防弾車が導入されることになった。

#### 退役後
退役後、1933年（昭和8年）か1934年（昭和9年）頃に解体されたとされる。この際、エンジンだけはあまりにももったいないということで廃棄はされず、吹上御所内の緊急用井戸のくみ上げポンプの動力として使用された。ラジエーターは民間へ払い下げられ、自動車収集家の濱徳太郎がそれを入手し、後に銀座のドイツ料理レストラン「ケテルス」のロールス・ロイスに使用された。

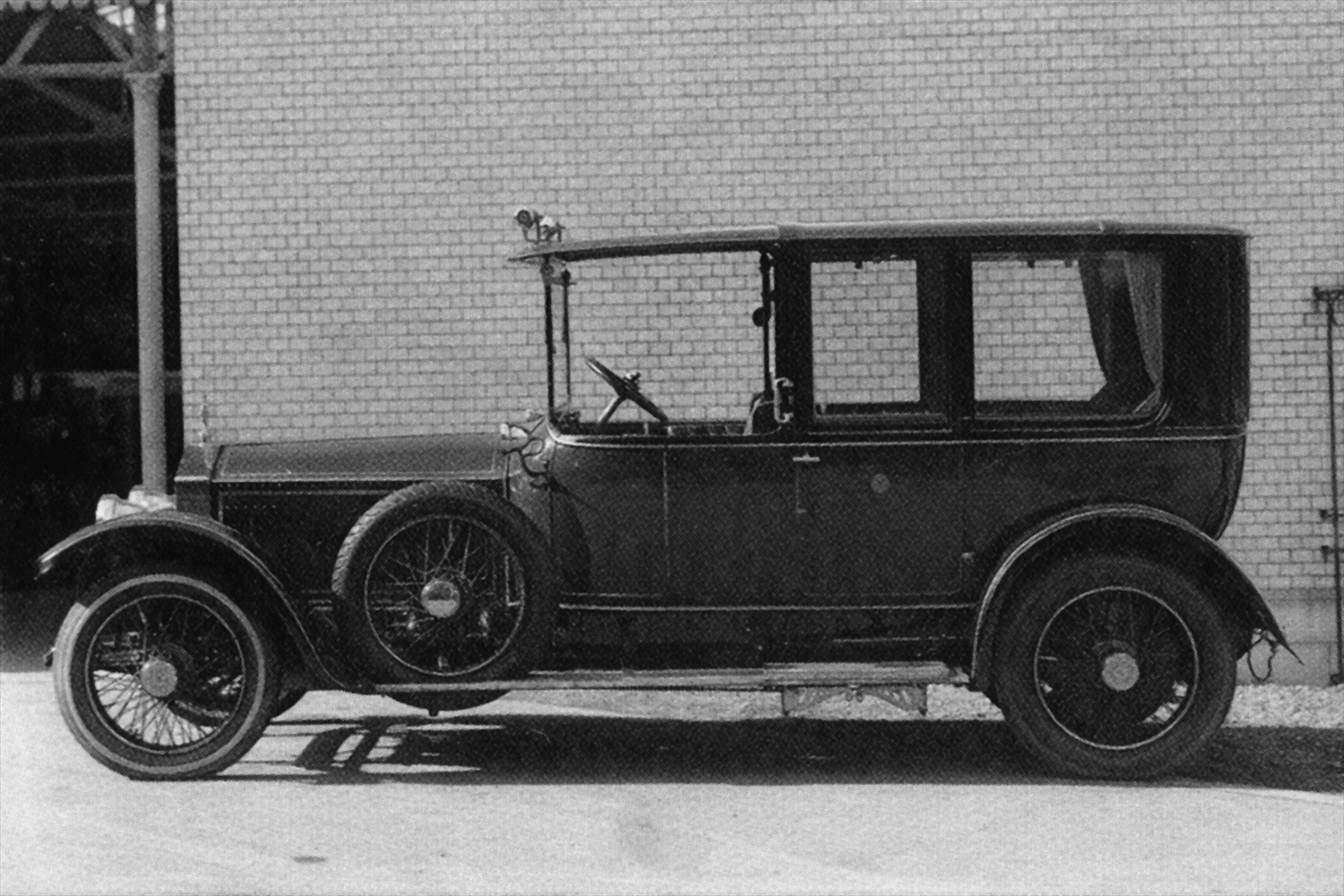
3号車の側面。体調が思わしくなく、歩行が困難になっていた大正天皇のため、後部ドアの足下に乗降用ステップが追加されている[31][W 16]。
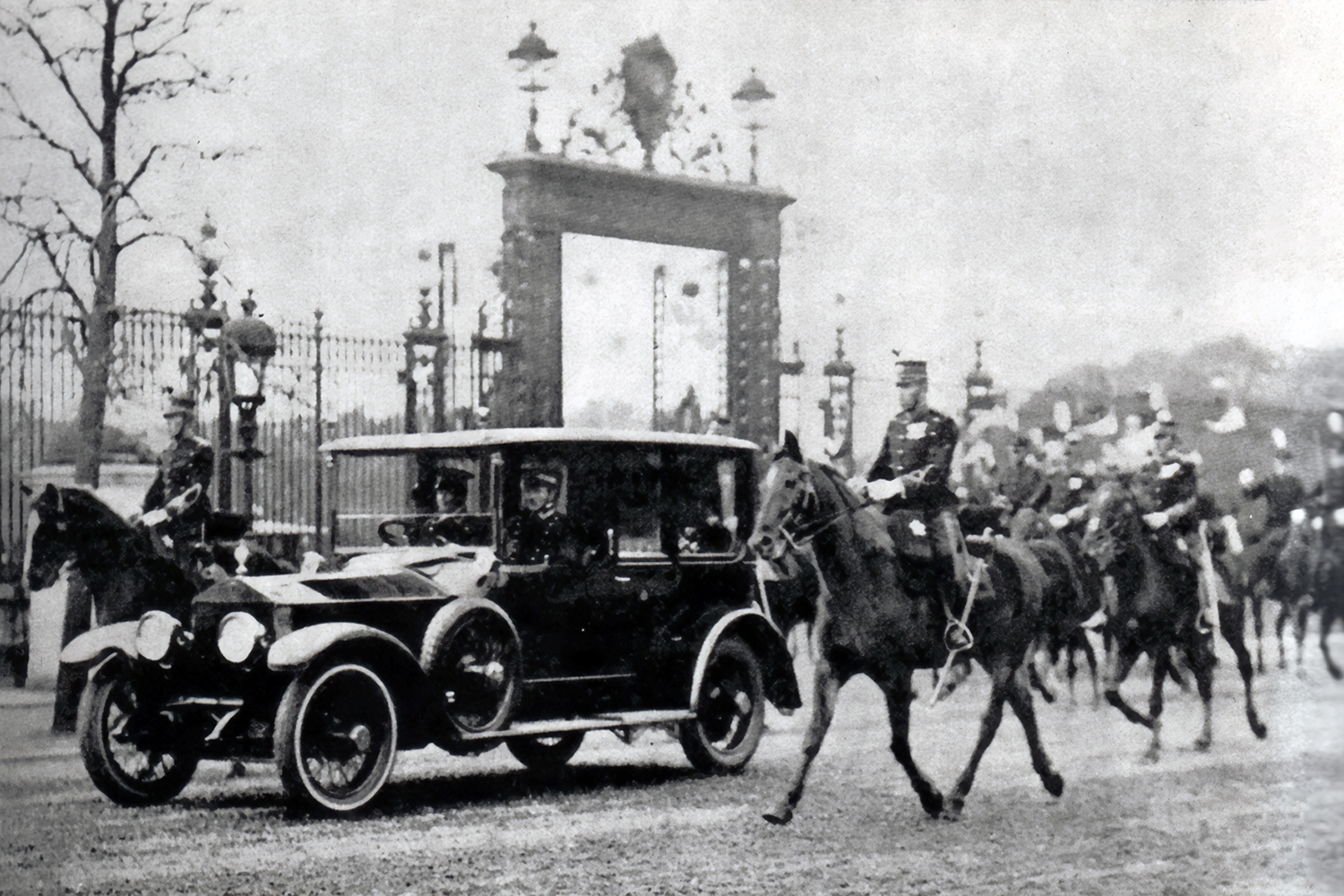
1926年（昭和元年）12月28日、即位に伴う儀式のため、赤坂離宮を発つ昭和天皇。式外の車列なので、この時点では騎馬隊が側衛を務めている。
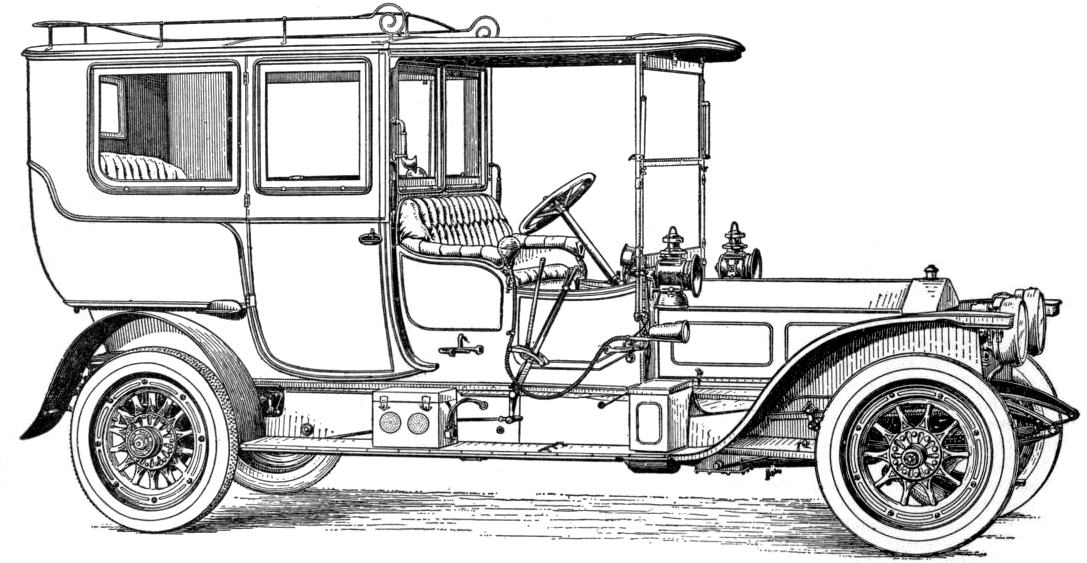
オープンドライブリムジンタイプのシルヴァーゴーストのイラスト。運転席には側面の窓ガラスがなく、素通しになっている。

#### 各車両
| 分類        | 年式     | 車体番号 / エンジン番号 | 導入年月日                | 備考                       |
| ----------- | -------- | ----------------------- | ------------------------- | -------------------------- |
| 第3号御料車 | 1920年式 | 21UE / N40              | 1921年（大正10年）9月15日 | 退役時期不明。解体された。 |
| 第4号御料車 | 1920年式 | 28UE / N86              | 1921年（大正10年）9月15日 | 退役時期不明。解体された。 |
| 出典:       |          |                         |                           |                            |

### メルセデス・ベンツ・770
1932年（昭和7年）に導入されたメルセデス・ベンツ・770（W07）は、昭和天皇の即位後に初めて導入された御料車にあたる。
形式を含んだ名称では、「770グローサー・プルマン・リムジーネ」となる。全長およそ5.6 mの大型車で、「グローサー・メルセデス」と通称され、導入当時としては世界的に見ても最新鋭かつ最高級車の1台に数えられる車種だった。製造国であるドイツ国のほか、スウェーデン王国、エジプト王国、ブルガリア王国といった国々で国家元首専用車として使用されていたことで知られる。
宮内省は御料車として計7台を購入し、戦前期の1932年（昭和7年）に導入され、戦後の1968年（昭和43年）に引退するまで、36年間もの長期に渡って運用された。第二次世界大戦終結後に行われた昭和天皇の戦後巡幸において全国各地で走ったことで、国民からも認知されて「赤ベンツ」と通称された。

#### 仕様
メルセデス・ベンツ・W07には、スーパーチャージャーを搭載した「770K」と、非搭載の「770」があり、御料車として採用されたのはいずれも「770」にあたる。
初代御料車のデイムラーと、2代目のロールス・ロイスが一般的な仕様から装飾部分などを改装する程度の変更だったのに比べ、このグローサー・メルセデスには大きな改造が施された。
最初に輸入された2台は、日本に到着後、陸軍砲兵工廠で防弾装甲ボディに改装された。重量は標準仕様の770が2.7トンであるのに対して、防弾車は4トンを超え、元々装着していたコンチネンタル製のタイヤは過大な重量のために摩耗が著しいものとなった。そのため、1937年（昭和12年）に、釘などを踏んでもパンクしないことを条件として橫濱護謨製造（横浜ゴム）に専用タイヤの開発が命じられ、本車両用に設計された特殊タイヤが製作された（→#タイヤ）。同社製のタイヤは、防弾仕様ではない他の車両でも用いられた。
外装
ボディはダイムラー・ベンツ社のジンデルフィンゲン工場で製造された。
この車両までは御料車は「溜色」と呼ばれる特徴的な赤系の色で塗装が施された（→#内外装の特徴）。戦後間もなくの昭和天皇の戦後巡幸でも使用され、昭和天皇と共に全国を周り、多くの日本国民の目に触れている。そのことから、この車両は「溜色（）のベンツ」、「溜色の車」と通称されて親しまれた。
この時の巡幸にあたり、昭和天皇は、沿道の市民からもっとよく見えるようにしたいと要望を出し、これにより、既存の御料車に改造が施され、ルーフの後ろ半分を幌にしたランドーレット仕様が2台作られた。この改造は、日産自動車出身の富谷龍一が設計し、住江製作所が施工を担当した。この車両は、1950年（昭和25年）の四国巡幸から使用されるようになった。
内装
後席内装には宮内省からダイムラー・ベンツ社に供給された西陣織が使用されている。車内には神器を置くための御剣台があり、御璽台は座席のわきに支柱を差し込む形で設置できる。
侍従用の補助席は後部座席と向かい合わせで設置されている。運転席と後部座席との間には仕切り壁が置かれており、運転士への指示は後部座席に備えられているスイッチで行うことができる。
防弾車と準防弾車
防弾車は、10 mの至近距離から発射された機銃弾を貫通しないことを条件として製作された車両で、ドアなどのボディパネルのほか、ボンネットにも厚さ5 mm以上の防弾鋼板が使用されていたとされる。最も防弾性能の高い車両（どれかは不明）は、地雷を想定して床下やエンジン下面にも防弾鋼板を備えていた。これにより、その重量は4.2トンに達していたとされる。あまりにも重く、橋が落ちる懸念があったことから、戦後の巡幸で防弾車を使用する際は床下の防弾鋼板を取り外したという。
製造元のダイムラー・ベンツでは、製造の時点で、前後左右の窓ガラス、屋根とドアの鋼板を防弾仕様にしたとしている。日本に最初に到着した2台は、更なる防弾性能向上のため、到着後すぐに陸軍砲兵工廠によって徹底的な改造が施された。
準防弾車は、防弾鋼板や3枚重ねの防弾ガラスが装備された車両で、標準仕様の770よりは防弾性能が強化されている。防弾車ほど強化されているわけではないとはいえ、防弾仕様になっているボンネットは一人では開けられないほどの重さで、標準車との違いは明らかだったという。
タイヤ

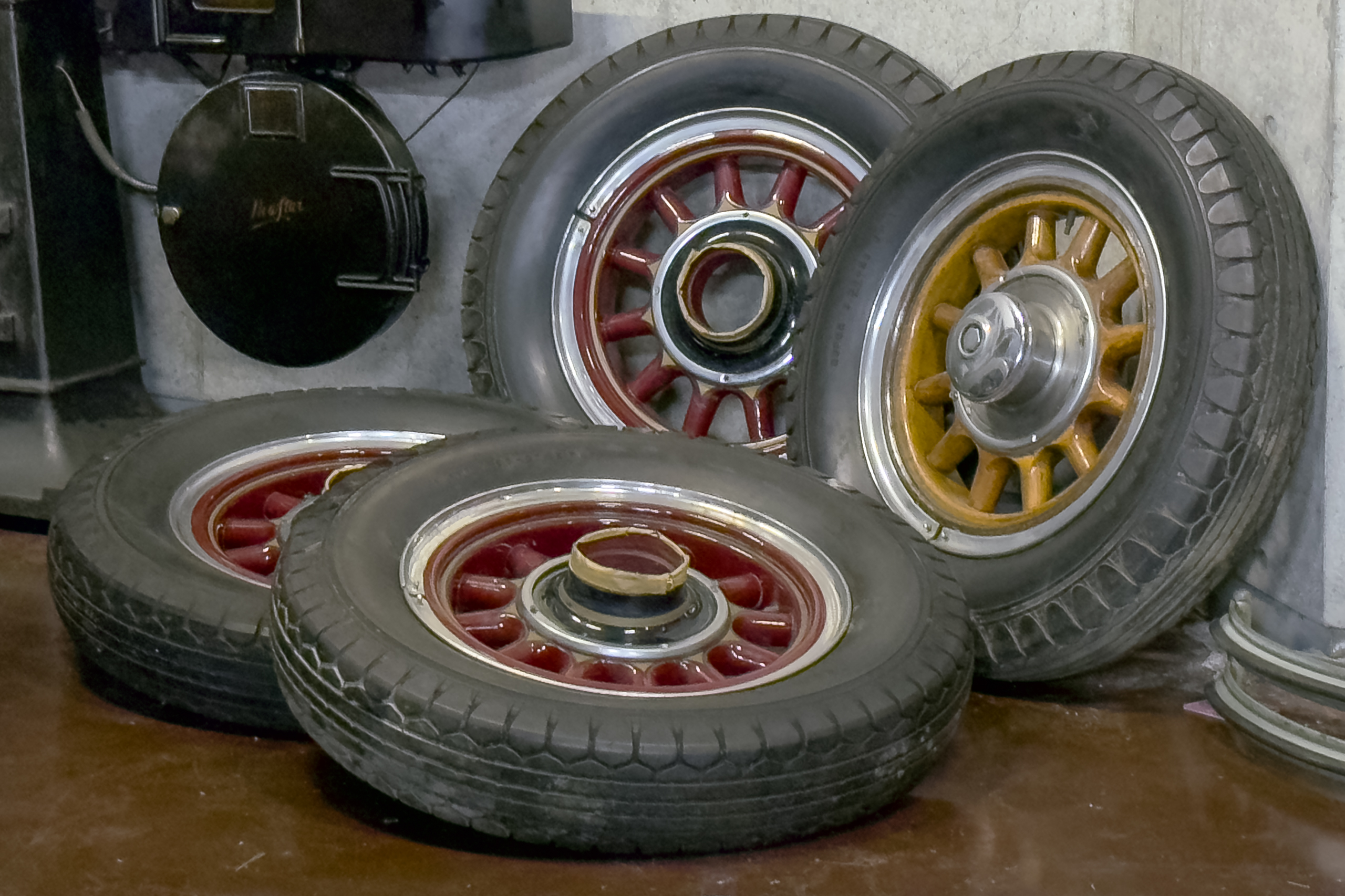
メルセデス・ベンツ・770のタイヤ（河口湖自動車博物館所蔵）

防弾車の重量に耐え、かつ釘などを踏んでも絶対にパンクしないタイヤという条件で、1937年（昭和12年）に横浜ゴムにタイヤの開発が下命され、同社が開発した本車専用タイヤは1938年（昭和13年）6月に完成した。元々、770の足回りはコンチネンタル製の柔らかい（空気圧の低い）タイヤを前提として設計されており、一方で、横浜ゴム製の特製タイヤはトラック用タイヤ以上に非常に硬いものとして完成したため、それを装着したこの御料車の乗り心地は本来の770ほど良好ではなかったと考えられている。
タイヤは770の標準タイヤは7.00-20だが、横浜ゴム製タイヤは7.50-20で、幅が太い。加えて、6プライ（6層構造）とすることで、大きな重量を支えることに対応した。
御料車では770まで旧式な木製スポークのホイールが用いられたのも、堅牢さを重視したことによる。

#### その後
車齢が長くなったことから不調を来たすことも次第に多くなり、使用することがほとんどなくなっていたランドーレット仕様の2台を部品取り用に解体していくといった手段で、未改造車の延命が図られた。最終的に3台が元の姿のまま退役し、1971年（昭和46年）に、製造元であるダイムラー・ベンツ社（現在のメルセデス・ベンツ・グループ社）の懇請によって1台が同社に寄贈され、残りの2台は宮内庁で現在も保管されている。ダイムラー・ベンツ社に寄贈された1台は、同社のメルセデス・ベンツ博物館で展示されている。車両として現存している3台のほか、河口湖自動車博物館が本車の部品の一部を所蔵・展示している。

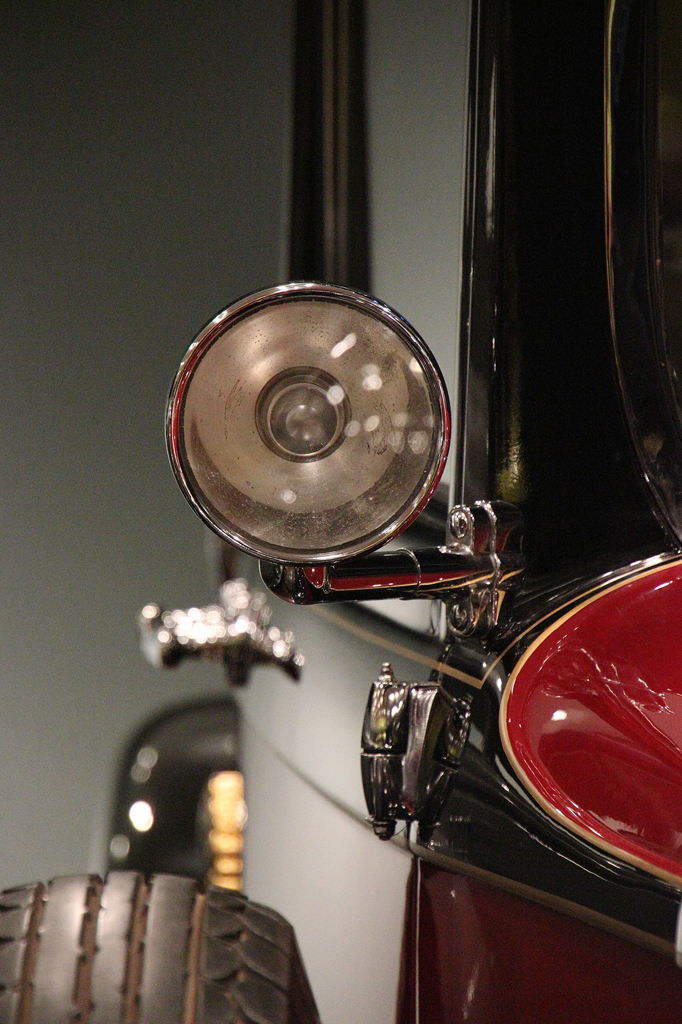
運転席横にサーチライトを装備している[85]。暗がりで走行する際に、ヘッドランプの光が届かない箇所を照らすためのもので、運転士が手動で向きを変えることができる[86]。
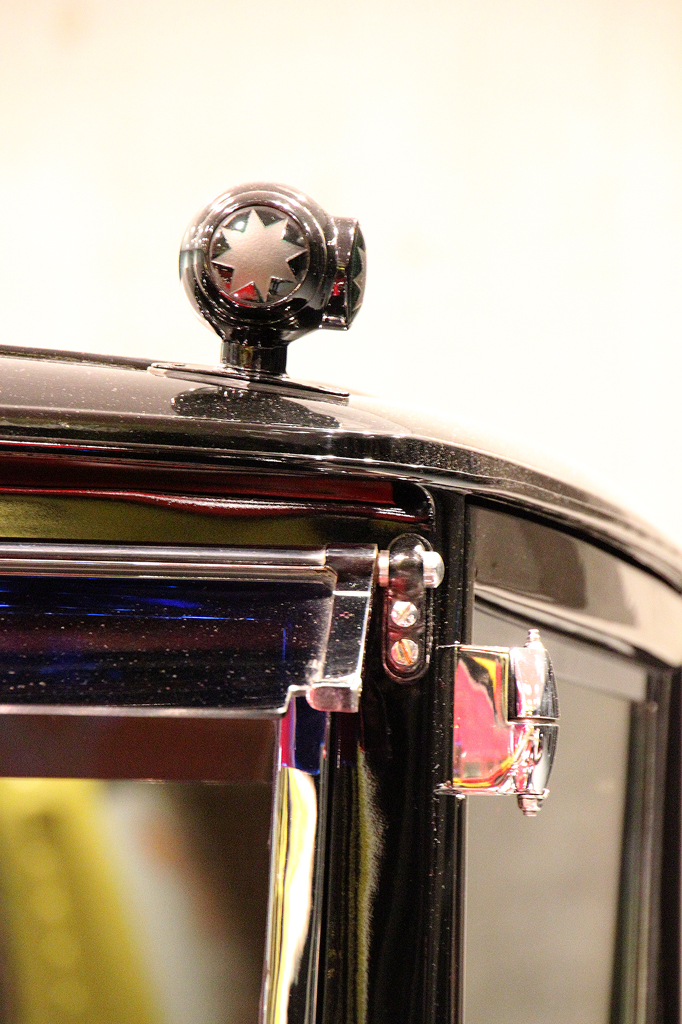
屋根前端に識別灯が左右ひとつずつ付けられている[85]。天皇の乗車時に点灯させる[85]。
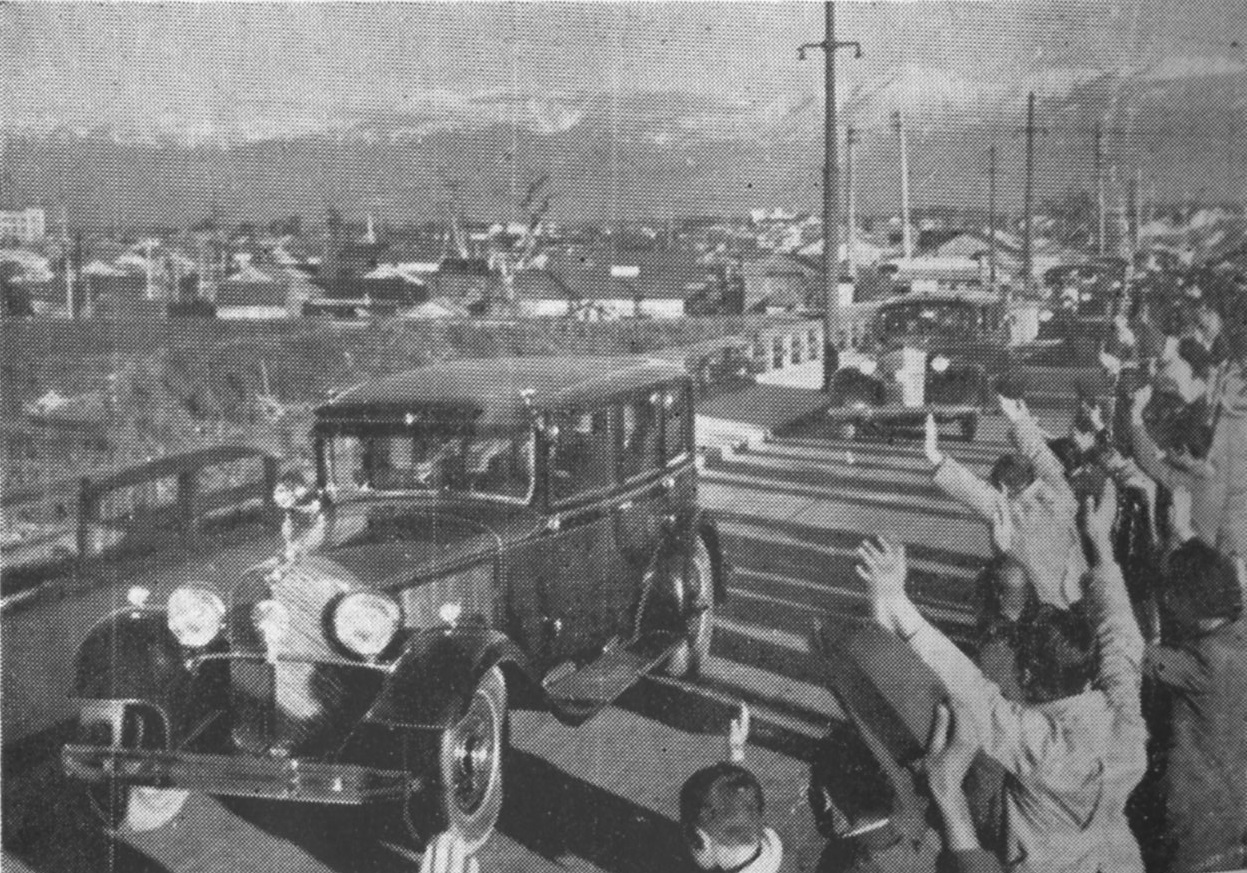
1946年（昭和21年）から1954年（昭和29年）にかけて行われた昭和天皇の戦後巡幸の際の御料車。 御料車が沿道の国民と非常に接近した状態で走行することは頻繁で、沿道で振られた旗などで御料車に傷がつくことがしばしばあり、このことはプリンスロイヤル開発時の教訓となる[注釈 31]。
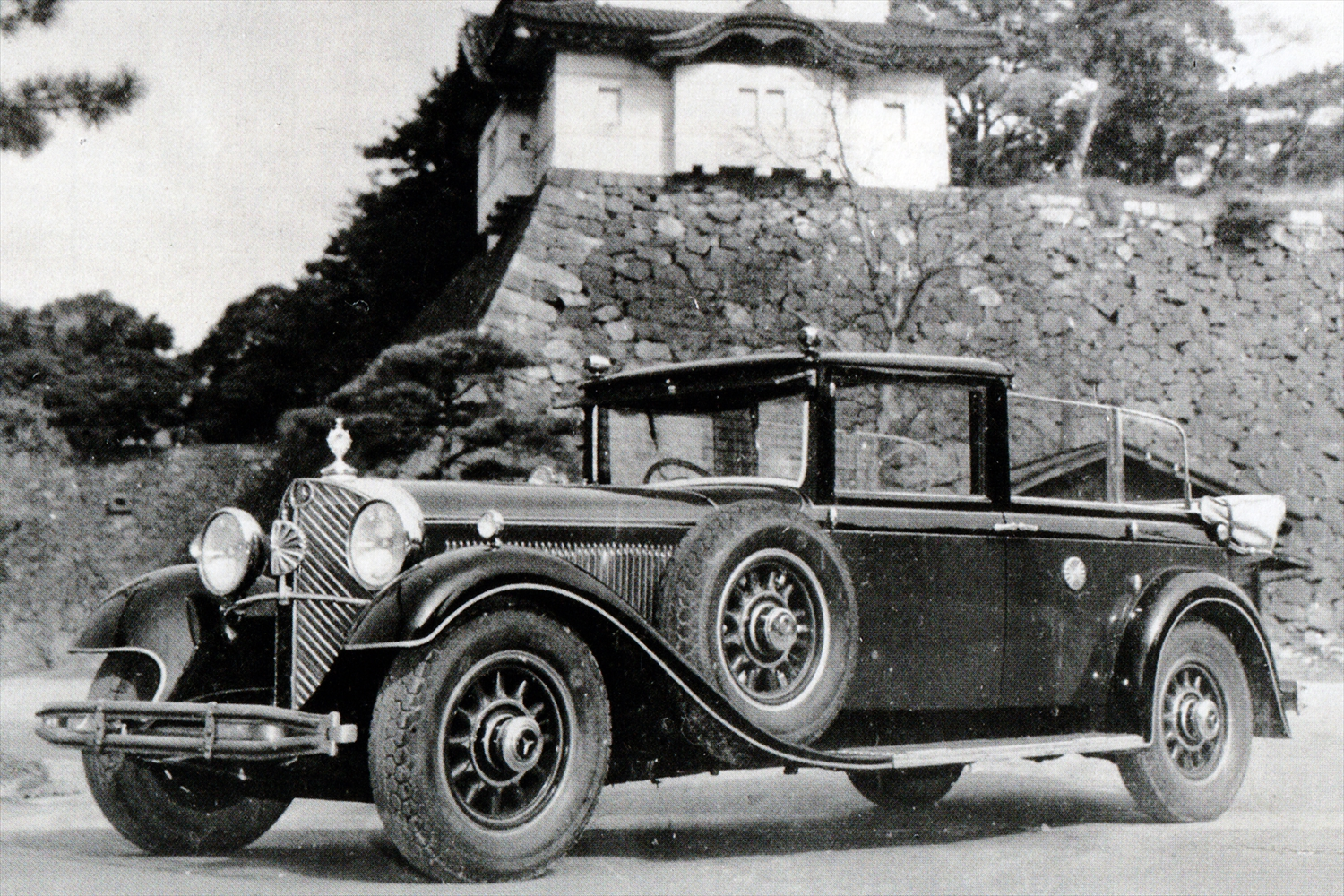
ランドーレット仕様。昭和天皇の戦後巡幸のために2台製作されたが、全国巡幸が終わった後は使用する機会がなくなったため、改造された2台とも他の車両を維持するための部品取り用の車両となった。
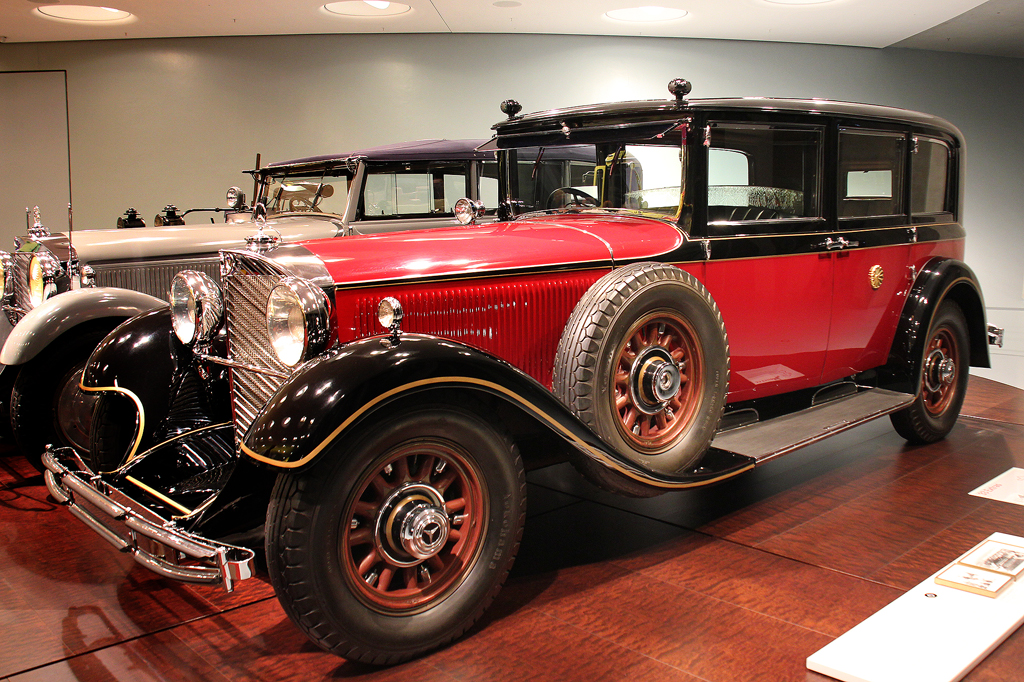
メルセデス・ベンツ博物館で展示されている車両（旧第8号御料車）。菊花紋章は門外不出なので譲渡に含まれず、装飾が本来の姿とは異なる[W 18][注釈 32]。

#### 各車両
| 分類                    | 年式     | シリアルナンバー | 導入年月日                | 備考                                                                                               |
| ----------------------- | -------- | ---------------- | ------------------------- | -------------------------------------------------------------------------------------------------- |
| 第1号御料車             | 1932年式 | (不明)           | 1932年（昭和7年）6月15日  | 防弾車（日本到着の直後に改造）。退役時期不明。解体された。                                         |
| 第2号御料車             | 1932年式 | (不明)           | 1932年（昭和7年）6月15日  | 防弾車（日本到着の直後に改造）。第二次世界大戦に際して消失。                                       |
| 第5号御料車             | 1932年式 | 85224            | 1932年（昭和7年）10月10日 | 標準ボディ。1969年に退役。現存（宮内庁内で保存）。                                                 |
| 第6号御料車             | 1933年式 | (不明)           | 1933年（昭和8年）12月26日 | ランドーレットに改造された（終戦後・時期不明）。退役時期不明。部品取り用の車両となり、解体された。 |
| 第7号御料車→第2号御料車 | 1934年式 | 85240            | 1935年（昭和10年）4月19日 | 準防弾車。番号が変更された時期は不明。1969年に退役。現存（宮内庁内で保存）。                       |
| 第8号御料車             | 1935年式 | (不明)           | 1935年（昭和10年）4月19日 | 1969年に退役。現存（メルセデス・ベンツ博物館で展示）。                                             |
| 第9号御料車             | 1935年式 | (不明)           | 1935年（昭和10年）2月24日 | ランドーレットに改造された（終戦後・時期不明）。退役時期不明。部品取り用の車両となり、解体された。 |
| 出典:                   |          |                  |                           | |

### キャデラック・75リムジン
キャデラック・75リムジンは、1951年（昭和26年に）に特別車（貴賓車）として導入された。
当時の日本はダグラス・マッカーサー元帥を総司令官とする連合国軍の占領下にあり、この車両の導入は、マッカーサーの計らいによるものだった、ということで知られている。
この車両の導入は梁瀬自動車（現在のヤナセ）の梁瀬次郎の提案によるもので、上述のメルセデス・ベンツ・770が雨漏りしており、天皇の服がずぶ濡れとなっている様子を写した写真を見た梁瀬が、新しい車に乗って欲しいと宮内省（宮内庁は1949年発足）や通産省に相談したことによる。GHQに対しても、「天皇が雨の中でずぶ濡れになっている姿を示すよりも、アメリカ車に乗っている方が、日本国民に良い影響を与える」と説明し、輸入許可と外貨割り当てが特別に与えられ、導入が実現した。
この車両は、従来の御料車で「赤いベンツ」（赤ベンツ）として国民にも知れ渡っていたメルセデス・ベンツ・770と異なり、グレー（チャコールグレー）に塗装された地味な外観をしており、導入から5年ほどの間、国技館に相撲観戦に出向く際など、昭和天皇の非公式な外出において使用された。
1958年（昭和28年）から御料車となるが、この車両は1台のみであり、公式な行幸については引き続きメルセデス・ベンツ・770が使用された。一方で、戦後直後の地方巡幸によって770の老朽化が著しく進んでしまったため、770を補助する車両として、1957年（昭和32年）にはロールス・ロイス・シルヴァーレイス、1960年代にも2台のロールス・ロイス・ファントムVが、このキャデラックとは別に、御料車に加えられた。これらの車両も、「赤ベンツ」までの御料車で使われていた伝統的な溜色ではなく、漆黒で塗装された。これは、戦前期は皇室専用の塗色とされていた溜色が、戦後は一般車にも使用が許されるようになったという事情によるものだとされる。

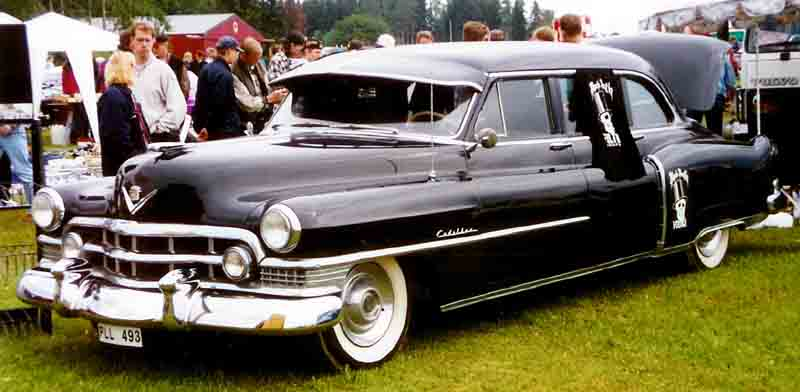
キャデラック・75リムジン（同型車）

各車両
| #     | 分類                     | 車台番号    | 導入年月日               | 備考                                                |
| ----- | ------------------------ | ----------- | ------------------------ | --------------------------------------------------- |
| 皇6   | 第11号特別車→第6号御料車 | 5075-860117 | 1951年（昭和26年）2月1日 | 1958年から御料車（皇6）。1970年に退役。解体された。 |
| 出典: |                          |             |                          |                                                     |

### 日産・プリンスロイヤル
日産・プリンスロイヤルは、1967年（昭和42年）に初の日本製御料車として導入された車両で、後に日産自動車と合併するプリンス自動車工業が開発、製造を担当した。一般向けの販売は行わない「御料車専用車」として開発されており、昭和天皇の意向を受けて、外観は親しみやすく、内装と装備は華美を避けてできるだけ簡素にすることをコンセプトとして開発された。
計7台が製造され、当初、宮内庁は5台を購入した。残りの2台は外務省によって1970年（昭和45年）の日本万国博覧会（大阪万博）の接遇用に購入され、会期終了後に日産自動車に譲渡された。1978年（昭和53年）に宮内庁がその内の1台を既存車の置き換えのために日産自動車から購入した。そのため、製造された全7台中の6台が宮内庁で運用された車両となる。1台は1981年初めに寝台車対応のワゴンタイプに改造され、昭和天皇の大喪の礼（1989年）などで使用された。
平成期には、天皇明仁の方針により、日常の公務にはセダンの御料車が用いられるようになり、プリンスロイヤルは限られた国家行事のみで用いられるようになった。（→#セダン御料車の導入）
外国首脳の接遇用としても使用され、イギリス女王エリザベス2世やアフガニスタン国王ザヒル・シャー、インドネシア大統領スカルノ、アメリカ合衆国大統領ロナルド・レーガンを始め、各国の要人を乗せた。
最も長期に渡って使用された御料車
導入から10年ほど経た時点で、次期御料車を開発するという話は持ち上がっていたが、国家財政が思わしくない時期だったことに加えて、いずれ次代の天皇となる皇太子明仁親王が大げさなリムジンを好んでいないということが知られていたこともあり、開発は見送られた。1989年（平成元年）に即位した天皇明仁は、予想されていたようにこの車両のみを御料車として用いることは好まず、セダン御料車を導入し、プリンスロイヤルと併用することにした。その結果、プリンスロイヤルはこれまでの御料車の中では最も長く使用されることになった。
2000年代に入り、経年劣化が進んだうえ、部品の調達が困難になってきたことなどを受けて、2004年（平成16年）2月に日産自動車が宮内庁に公式行事などでの使用を段階的に見合わせるよう要請があった。これを受け、次期御料車の開発が始まることになり、トヨタ・センチュリーロイヤル（後述）の導入に伴い、引退が決まった。最後に残った2号車（寝台車）は2008年に退役し、プリンスロイヤルは41年間に及ぶ御料車としての務めを終えた。この記録は今後も破られることはないだろうと考えられている。
各車両
| #     | 分類                        | 車台番号   | 導入年月日                         | 備考                                                                                   |
| ----- | --------------------------- | ---------- | ---------------------------------- | -------------------------------------------------------------------------------------- |
| 皇1   | 第1号御料車                 | A70-000001 | 1967年（昭和42年）2月27日          | 1978年に退役。部品取り用の車両となる。                                                 |
| 皇2   | 第2号御料車                 | A70-000002 | 1967年（昭和42年）7月19日          | 1980年11月から1981年3月にかけて寝台車に改造。2008年9月に退役。現存（宮内庁内で保存）。 |
| 皇3   | 第3号御料車                 | A70-000003 | 1968年（昭和43年）9月16日          | 2007年に退役。現存（宮内庁が貸与し昭和天皇記念館で展示）。                             |
| 皇5   | 第5号御料車                 | A70-000007 | 1969年（昭和44年）12月17日         | 特装車（防弾車）。2008年3月に退役。現存（宮内庁内で保存）。                            |
| 皇6   | 第6号御料車                 | A70-000008 | 1972年（昭和47年）3月24日          | 特装車（防弾車）。2008年4月に退役。現存（宮内庁内で保存）。                            |
| 皇11  | (外務省貴賓車→)第11号御料車 | A70-000006 | 1978年（昭和53年）3月24日          | 特装車（防弾車）。2008年4月に退役。現存（宮内庁内で保存）。                            |
| -     | (外務省貴賓車)              | A70-000005 | (導入されていない。参考のため記載) | 特装車（防弾車）。外務省が所有した車両。退役後に日産自動車に譲渡。現存。               |
| 出典: |                             |            |                                    |                                                                                        |

### トヨタ・センチュリーロイヤル
トヨタ・センチュリーロイヤルは一般向けには販売されない御料車専用車種で、2006年（平成18年）に導入された。セダンの御料車のセンチュリー（後述）と併用されており、国会開会式、全国戦没者追悼式といった特に重んじられている恒例行事で天皇皇后によって使用されるほか、皇族の慶弔事、国賓接遇、信任状捧呈式（大使が自動車を選んだ場合）における差し回しでは基本的にセンチュリーロイヤルが使用される。
市販車の2代目センチュリーをベースに開発されたものだとされているが、大型リムジンである本車の車体は一回り以上大きく、先代御料車のプリンスロイヤルやロールス・ロイス・ファントムVを手本に取り入れて開発された。
2006年（平成18年）7月に標準車1台（「皇1」）が導入され、同年9月28日の国会開会式に出席する際から使用された。
2007年（平成19年）から2008年（平成20年）にかけて、防弾性能が強化された特装車2台（「皇3」と「皇5」）と、寝台車1台（「皇2」）が追加導入された。これにより、計画台数の調達は終了し、プリンスロイヤルの時よりも1台少ない、4台が運用されている。
令和に改元された2019年の時点で、4台いずれも車齢が10年を超えていたため、2021年（令和3年）までに、1回目の延命工事が実施された。
各車両
| #     | 分類        | 車台番号      | 導入年月日                | 価格     | 備考                   |
| ----- | ----------- | ------------- | ------------------------- | -------- | ---------------------- |
| 皇1   | 第1号御料車 | 東[41]61111東 | 2006年（平成18年）7月7日  | 5250万円 |                        |
| 皇2   | 第2号御料車 | 東[41]81205東 | 2008年（平成20年）9月26日 | -        | 病患輸送車             |
| 皇3   | 第3号御料車 | 東[41]71131東 | 2007年（平成19年）9月14日 | 9450万円 | 特装車（防弾性能強化） |
| 皇5   | 第5号御料車 | 東[41]8144東  | 2008年（平成20年）3月11日 | 9450万円 | 特装車（防弾性能強化） |
| 出典: |             |               |                           |          |                        |

### 諸元比較表
|                | メルセデス・ベンツ・770（W07）         | 日産・プリンスロイヤル                  | トヨタ・センチュリーロイヤル                          |
| -------------- | -------------------------------------- | --------------------------------------- | ----------------------------------------------------- |
| 使用期間       | 1932年（昭和7年） - 1968年（昭和43年） | 1967年（昭和42年） - 2008年（平成20年） | 2006年（平成18年） -                                  |
| 車体           |                                        |                                         |                                                       |
| 全長           | 5,600 mm                               | 6,155 mm                                | 6,155 mm                                              |
| 全幅           | 1,840 mm                               | 2,100 mm                                | 2,050 mm                                              |
| 全高           | 1,830 mm                               | 1,770 mm                                | 1,780 mm                                              |
| ホイールベース | 3,759 mm                               | 3,880 mm                                | (非公表)                                              |
| トレッド       | 1,540 mm / 1,540 mm                    | 1,650 mm / 1,700 mm                     | (非公表)                                              |
| 全備重量       | 3,200 kg (標準車) 4,299 kg (防弾車)    | 3,200 kg (標準車) 3,660 kg (防弾車)     | 3,300 kg (標準車) 3,710 kg (防弾車) 3,170 kg (寝台車) |
| 乗車定員       | 7名                                    | 8名                                     | 8名                                                   |
| エンジン       |                                        |                                         |                                                       |
| 型式           | メルセデス・ベンツ・M07                | 日産・W64                               | トヨタ・1GZ-FE                                        |
| シリンダー形式 | 直列8気筒                              | V型8気筒                                | V型12気筒                                             |
| 排気量         | 7,603 cc                               | 6,373 cc                                | 4,990 cc                                              |
| 最高出力       | 150馬力                                | 260馬力                                 | (非公表)                                              |
| 出典           | [ 49 ] [ 10 ] [ 94 ]                   | [ 95 ] [ 11 ] [ W 20 ]                  | [ 9 ]                                                 |

## 代表的な御料車 (セダン)
1989年（平成元年）に即位した天皇明仁は、国民との隔たりを生まないようにしたいという配慮から、御料車にセダンを導入した。以降、リムジンの御料車（皇ナンバー）は国家行事、セダンの御料車（皇ナンバー）はその他の公式行事、天皇の特別車（品川ナンバー）は私的な外出、という形で、3種類の公用車の使い分けが行われるようになった。
リムジンのプリンスロイヤルとセンチュリーロイヤルがいずれも全長およそ6.1メートル、全幅2メートル超の大型車両であるのに対して、セダンのプレジデントとセンチュリーは全長およそ5.1メートル、全幅1.9メートルほどで、リムジンと比較すれば小型になっている。

### 日産・プレジデント
上述した経緯により、平成初期に2台の日産・プレジデント（3代目）が導入され、1台は「皇1」、予備車が「皇9」を割り当てられた。
1991年（平成3年）に3代目プレジデントが御料車（「皇9」）として追加導入された際、同車は曲面を多用した穏やかな外観を有していたのに対して、随従たちが乗る供奉車の2代目プレジデントは角ばった厳めしい外観をしていたため、列の見た目が良くないと天皇明仁は懸念を表明し、供奉車が3代目プレジデントとなるまでの間、この御料車は利用を控えられた。
1996年（平成8年）に皇1の車両が引退し、残っていたもう1台は2003年（平成15年）に退役した。
各車両
| #     | 分類        | 車台番号      | 導入年月日                | 備考                       |
| 2代目 | 2代目       | 2代目         | 2代目                     | 2代目                      |
| ----- | ----------- | ------------- | ------------------------- | -------------------------- |
| 皇1   | 第1号御料車 | H-252-018000  | 1989年（平成元年）3月17日 | 1996年に退役。解体された。 |
| 3代目 |             |               |                           |                            |
| 皇9   | 第9号御料車 | JHG50-0006163 | 1991年（平成3年）3月25日  | 2003年に退役。解体された。 |
| 出典: |             |               |                           |                            |

### トヨタ・センチュリー
トヨタ・センチュリーは、1990年代以降に代表的な御料車となる。1989年（平成元年）12月、「皇12」として初代センチュリーが1台が導入され、それ以降、現在の3代目に至るまで、各世代の車両が御料車として使用されている。
沿革
1996年（平成8年）には、上記のプレジデントから役割を引き継ぐ形で、センチュリーが「皇1」として導入された。この車両は2007年（平成18年）にセンチュリーロイヤルが導入されるまで、使用された。
2007年（平成18年）にセンチュリーロイヤルが導入された時点で、通常型の2代目センチュリーも3台が御料車として導入されており、それぞれ「皇7」、「皇8」、「皇9」の番号を与えられている。車種の入れ替えはあるが、この配備状況は2020年代の現在も同様に続いている。
2019年（令和元年）9月に、3代目センチュリーの最初の1台が、「皇9」として導入された。以降、従来の2代目センチュリーから3代目への置き換えが進められた
同じ2019年（令和元年）にパレード用オープンカーのロールスロイス・コーニッシュIII（後述）が使用不能となっていたことから、トヨタ・センチュリーのオープンカーが製造され、役割と「皇10」を引き継いだ。オープンカー仕様のセンチュリーは、天皇徳仁の即位の礼における祝賀御列の儀（天皇皇后が乗車）と、伊勢神宮における親謁の儀（皇后雅子が乗車）で使用された。即位の礼の一連の儀式が終わった直後の同年11月に内閣府へと管理換えされ、御料車としての役割を終えた。
仕様
内外装は宮内庁指定の特別架装が施されているが、どの世代の車両も、市販されているセンチュリーと外見の違いはほとんどない。数少ない差異として、通常のナンバープレートの位置や車体側面（左右後部ドア）に菊花紋章が掲出されている点、皇ナンバーがある点、天皇旗を掲げるための旗竿台座がある点、といった箇所で見分けることができる。
内装は、前後シートとも、特製生地張りのベージュシートで、後部シートには特注のフットレストや、水筒用の受台がある。前部シートは、市販仕様では運転席と助手席が分かれているが、御料車では、3人掛けのベンチシートになっている。
各車両
| #     | 分類         | 車台番号      | 導入年月日                 | 備考                                             | 出典                     |
| 初代  | 初代         | 初代          | 初代                       | 初代                                             | 初代                     |
| ----- | ------------ | ------------- | -------------------------- | ------------------------------------------------ | ------------------------ |
| 皇1   | 第1号御料車  | VG45-004153   | 1996年（平成8年）3月25日   | 2006年に退役。解体された。                       | [ 8 ]                    |
| 皇12  | 第12号御料車 | VG45-010137   | 1989年（平成元年）12月22日 | 1998年に退役。解体された。                       | [ 8 ]                    |
| 2代目 |              |               |                            |                                                  |                          |
| 皇7   | 第7号御料車  | GZG50-0007985 | 2007年（平成19年）3月6日   | 2015年に退役。解体された。                       | [ 8 ]                    |
| 皇7   | 第7号御料車  | (不開示)      | 2015年（平成27年）3月13日  | 現役（2021年末時点）                             | [ 8 ] [ W 9 ]            |
| 皇8   | 第8号御料車  | GZG50-0007485 | 2006年（平成18年）2月8日   | 2014年に退役。解体された。                       | [ 8 ]                    |
| 皇8   | 第8号御料車  | (不開示)      | 2014年（平成26年）3月10日  | 使用状況不明                                     | [ 8 ]                    |
| 皇9   | 第9号御料車  | GZG50-0006163 | 2003年（平成15年）8月26日  | 2011年に退役。解体された。                       | [ 8 ]                    |
| 皇9   | 第9号御料車  | (不開示)      | 2011年（平成23年）1月21日  | 使用状況不明                                     | [ 8 ]                    |
| 皇12  | 第12号御料車 | GZG50-0003144 | 1998年（平成10年）10月6日  | 2007年に退役。解体された。                       | [ 8 ]                    |
| 3代目 |              |               |                            |                                                  |                          |
| 皇8   | -            | -             | 不明                       |                                                  | [ W 9 ]                  |
| 皇9   | -            | -             | 2019年（令和元年）         |                                                  | [ W 9 ]                  |
| 皇10  | 第6号御料車  | -             | 2019年（令和元年）         | オープンカー仕様。2019年11月に内閣府に管理換え。 | [ W 12 ] [ W 9 ] [ W 1 ] |
| 皇13  | -            | -             | 不明                       |                                                  | [ W 9 ]                  |

## 私的行事用御料車
昭和天皇の時代まではなかったもので、公私の区別を付けたいという天皇明仁の意向により、1989年（平成元年）から導入された。平成期は「特別車」と呼ばれ、御料車とは区別されていたが、令和期から御料車に組み込まれ、従来の御料車（「皇」ナンバー）を「公務用御料車」、特別車と呼ばれていた車両（品川ナンバー）を「私的行事用御料車」と呼ぶ形に変わった。
御用邸での静養や、私的な旅行や訪問などに使用されるほか、皇居内での移動も、公式な行事以外ではこの車両が用いられる。
2024年6月時点で、いずれもトヨタ・センチュリーで、6台が登録されており、内2台は上皇上皇后用となっている。
基本的な仕様はセダンの公務用御料車と同じだが、外観と内装にはそれぞれ違いが若干ある。外観は、ナンバープレートは（皇ナンバーではなく）一般車と同じ品川ナンバーで、車体前後と側面には菊花紋章がなく、市販車のセンチュリーとほとんど異ならない。内装はセダンの公務用御料車と基本的に同じだが、後部座席にサイドカーテンが装着されているという違いがある。

## その他の御料車
宮内庁（宮内省）に御料車として採用された車両には、かつては御料車としての番号が割り当てられ、現在は皇ナンバーが割り当てられている。上記した車両以外でもそうした車両があり、主なものを以下に示す。
- デイムラー・30.1HP リムジン（1920年 - 1933年）

1920年型。貴賓車第7号と第8号として1920年（大正9年）に導入され、同年から翌年にかけて、第7号御料車、第8号御料車となる。
天皇の非公式な外出時に使用された。
- デイムラー・ストレートエイト・リムジン（{1953年 - }1958年 - 1987年）

1953年型（デイムラー・DE36）。1953年（昭和28年）、皇太子明仁親王が、エリザベス2世の戴冠式に参列するため訪英した際、イギリスで購入した。
当初は貴賓車として明仁親王が乗用し、1958年（昭和33年）から「皇7」の番号が与えられた。
1968年（昭和43年）3月に霊柩車に改造されたものの、退役するまでの期間に死去した皇室の人物がいなかったため、出番はなかった。この車両は宮内庁で保存されており、現存している。
- ロールス・ロイス・シルバー・レイス（1957年 - 1987年）

1957年型（同車の最後期型）。第8号御料車として導入された。
老朽化が著しく進んでいたメルセデス・ベンツ・770を補助する役割で導入された。
退役後は宮内庁で保存されており、現存している。
- ロールス・ロイス・ファントムV（1961年 - 1990年）

1961年（昭和36年）に1961年型が第9号御料車として、1963年（昭和38年）に1963年型が第10号御料車として導入された。
上記のシルバー・レイスと同じ位置づけで導入され、メルセデス・ベンツ・770及び日産・プリンスロイヤルと併用された。年式の違いから外観も異なり、1961年型（9号車）はヘッドライトが2灯、1963年型（10号車）は4灯となっている。
昭和天皇は、メルセデス・ベンツ・770ほか、複数車種あった当時の御料車の中でもファントムVを好んでいたため、日産・プリンスロイヤルの内装はこの車両の内装を基本として開発が行われた。
2台とも1990年（平成2年）に退役し、その後は宮内庁で保存されており、現存している。
- 日産・キャラバン（1987年 - 1992年）
- 日産・シビリアン（1992年 - 2000年）

ワンボックスバンのキャラバン、次いで、その後継としてマイクロバスのシビリアンが、どちらも第8号御料車として導入され、「皇8」のナンバーが与えられた。
足が不自由となった香淳皇后のための車両で、どちらも同社で「チェアキャブ」と呼ばれている車椅子のまま乗降できる仕様の車両だった。
香淳皇后のために導入された車両ではあるが、最初に使用したのは昭和天皇で、1987年（昭和62年）9月に宮内庁病院から退院する際に乗車した。昭和天皇の崩御後に導入されたシビリアンは、香淳皇后の崩御直前まで使用された。
他の御料車と同様、ボディ前後と側面に菊花紋章を掲出したが、塗装は他の御料車の様式とは異なり、キャラバンは黒とグレー、シビリアンはグレーとシルバーのツートンカラーが施された。
- ロールス・ロイス・コーニッシュIII（1990年 - 2007年）ロールス・ロイス・コーニッシュIII

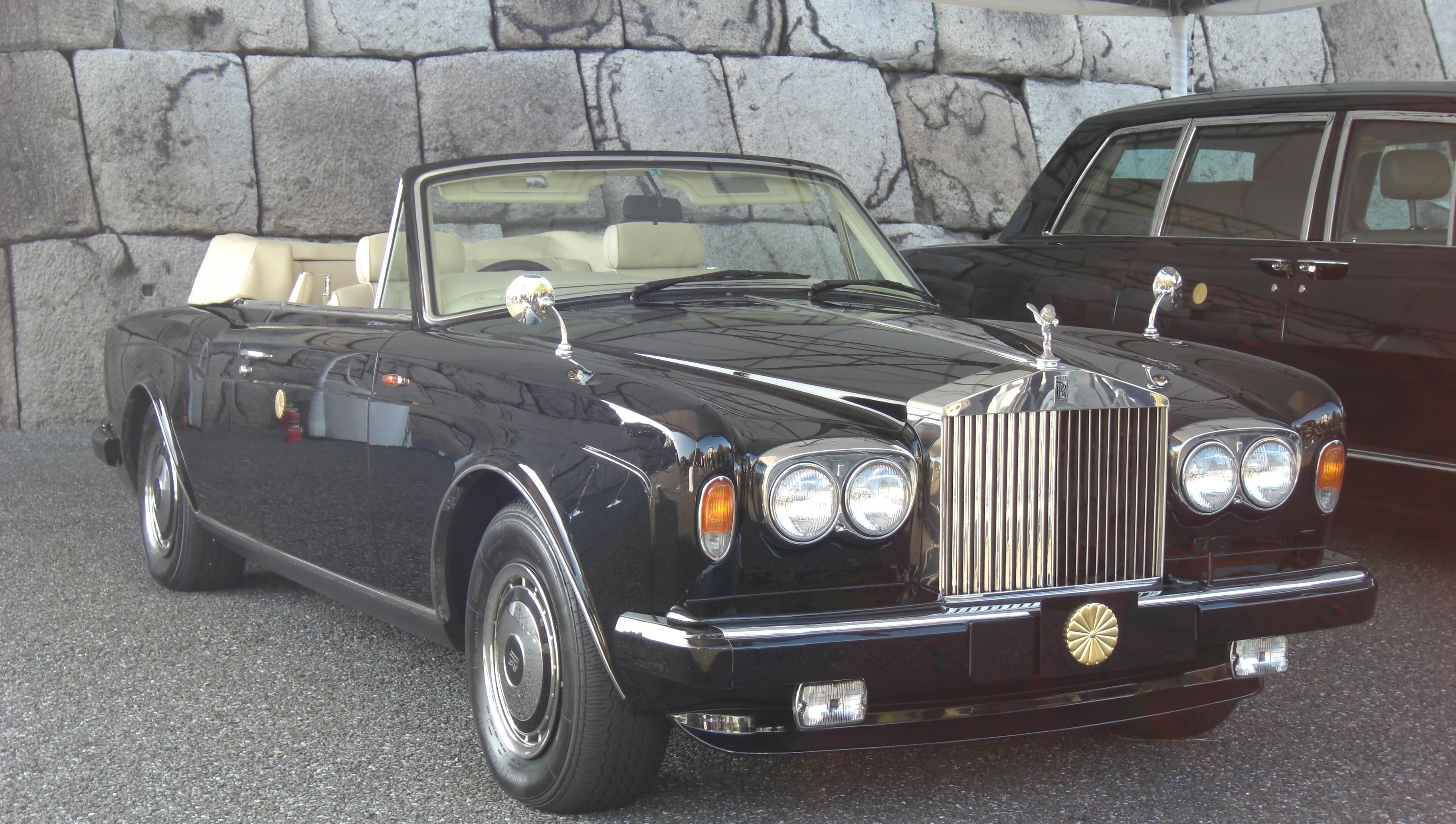
ロールス・ロイス・コーニッシュIII

1990年（平成2年）11月12日の即位の礼の祝賀御列の儀のために、総理府が購入した車両で、その当時から第10号御料車として扱われ、「皇10」のナンバーが与えられていた。
即位の礼が終わった後、1991年（平成3年）3月に宮内庁に管理替えされ、1993年（平成5年）に行われた皇太子夫妻の結婚の祝賀パレードの際にも使用された。使用されたのはこの2回のみで、以降は出番がなく、2007年に退役となり、その後は宮内庁で保管されている。
天皇明仁の生前退位が決まった際、新天皇の即位の礼（2019年）の祝賀御列の儀について、この車両を使用するという案が第1候補の案として検討された。しかし、その頃には走行ができなくなっており、車両の再登録も必要になっていた。修理することも検討されたが、修理費が多額となることが判明し、新車を購入したほうがむしろ安上がりになるという判断から、祝賀御列の儀では新車（トヨタ・センチュリーのオープンカー）を購入して充てることが決定した。
自動車評論家の小林彰太郎は、公式な場合にはオープンカーでも4ドア車とするのが適当で、加えて、オーナーが自身で運転することを想定した車種であるロールス・ロイス・コーニッシュのような車を公式パレードに使用することは不適当だと述べ、この車両を選定した不見識を批判している。

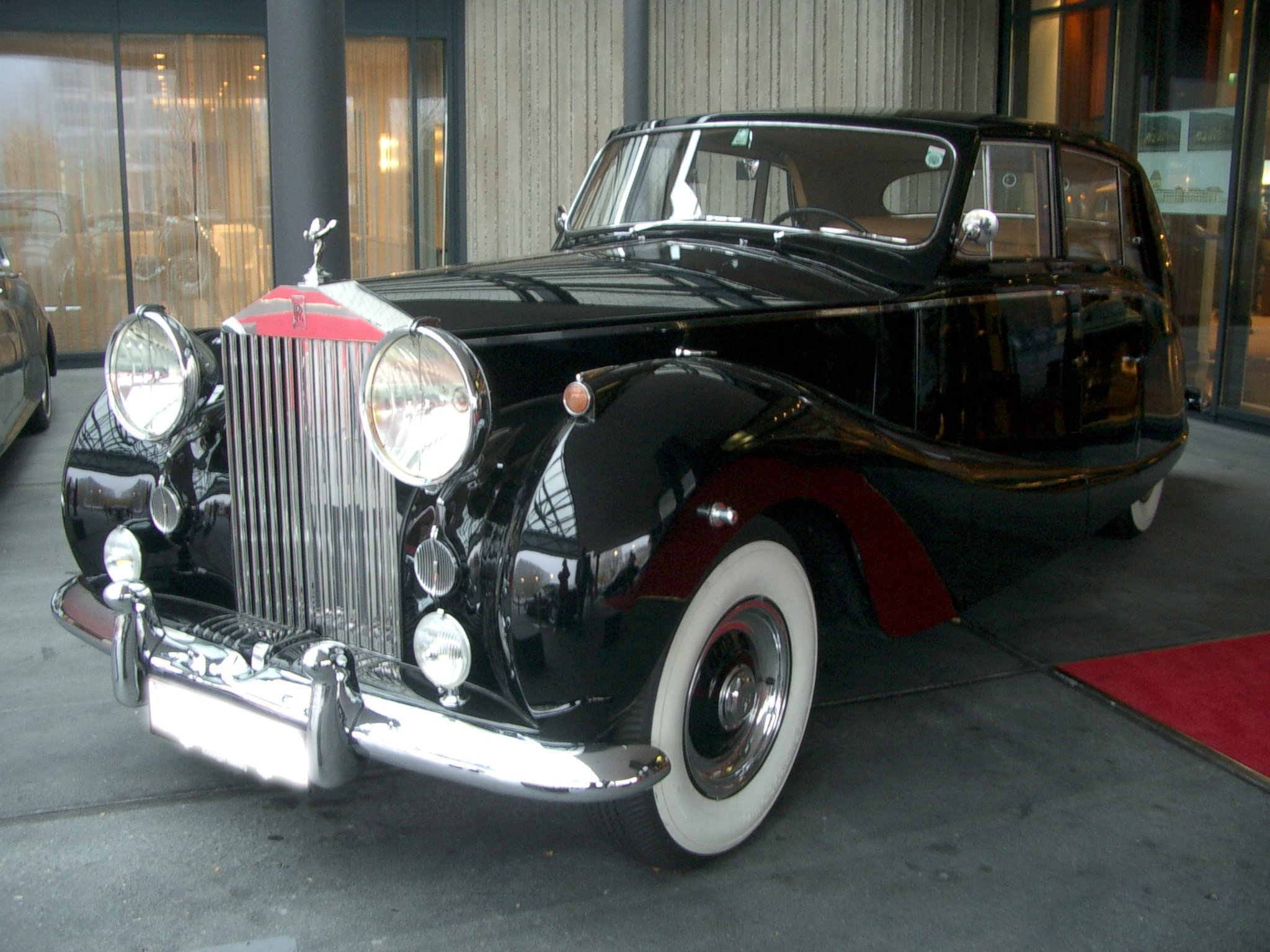
ロールス・ロイス・シルバー・レイス（同型車）
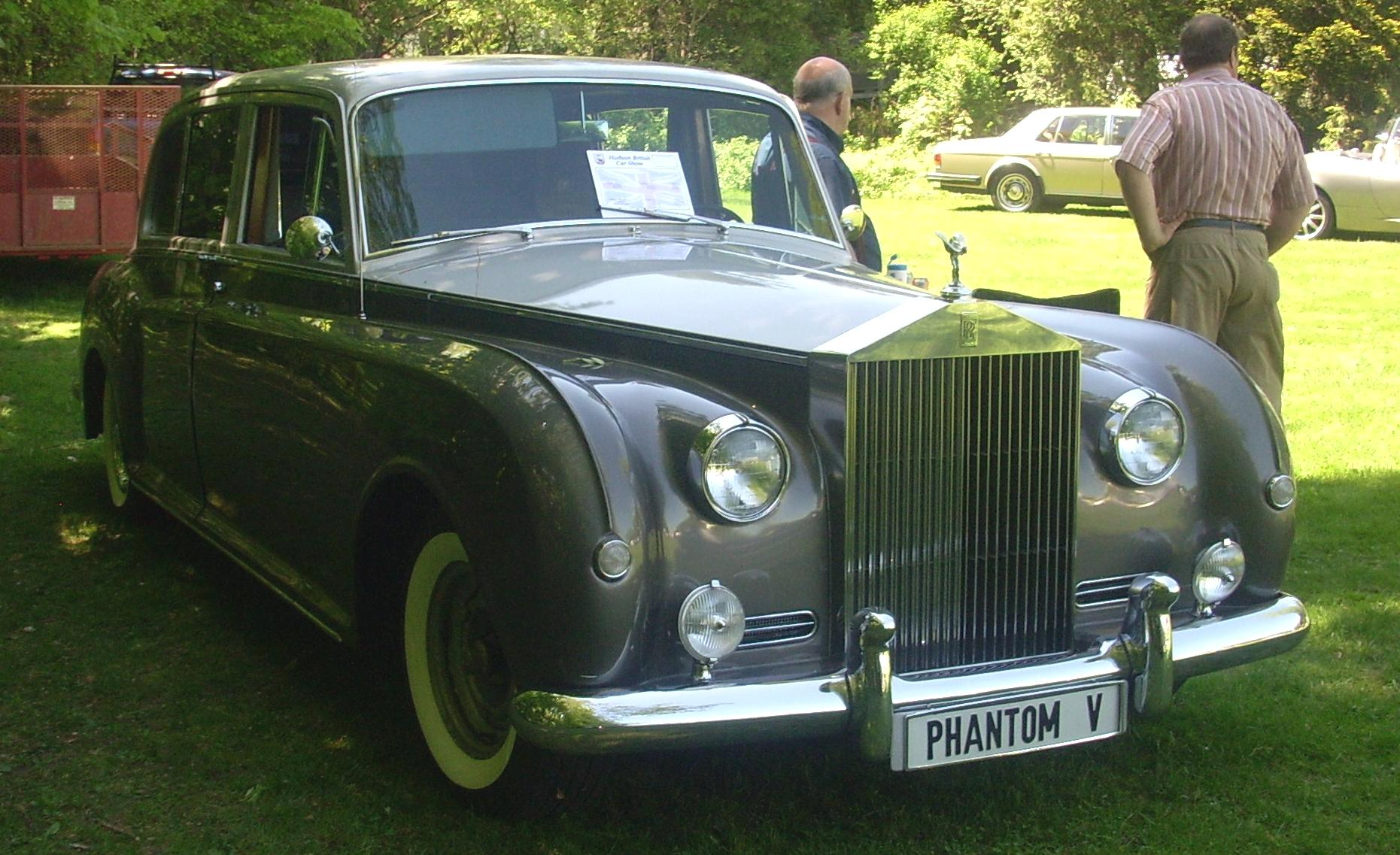
ロールス・ロイス・ファントムV（1961年型の同型車）
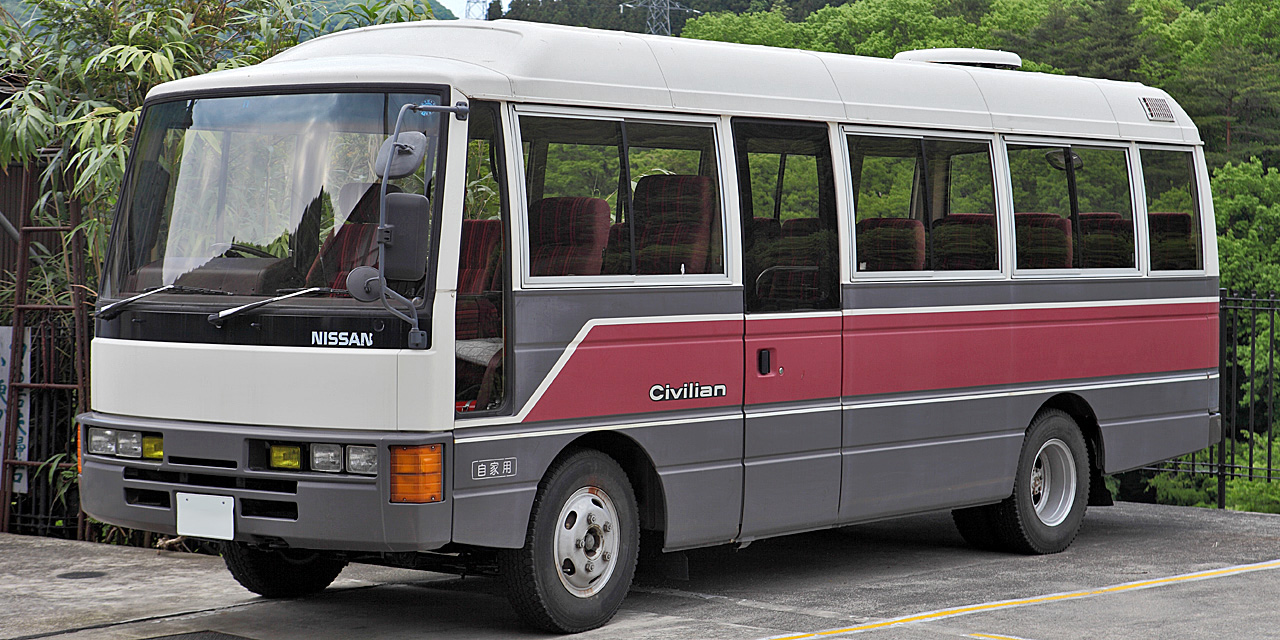
日産・シビリアン（同型車）

## その他の皇室の自動車

### 特別車
特別車は、皇室の人物（天皇・上皇と皇族）が公務のために使用する車両。下記の2種類がある。いずれも品川ナンバーの車両。
- 天皇の特別車

平成期に導入されたもので、天皇皇后の私的な外出に際して用いられた。
令和期になってからは御料車となり、「私的行事用御料車」と呼ばれている。（→#私的行事用御料車）
- 皇族の特別車

皇族の公用車。公務に使用されるほか、天皇の特別車と同様、私的な外出にも使用される。
内廷皇族、各宮家ごとに人数や家族構成を勘案して車種や台数が設定され、セダンだけではなく、ミニバンが配備されているケースもある。
内外装について、車両によっては、宮内庁が定めた仕様に基づいて特別架装を施すことが導入の条件となる。そうした車両は随意契約によって購入され、そうした条件がない場合は一般競争入札によって導入される。
御料車と同様、公用車として扱われ、導入には宮内庁予算である宮廷費が充てられ、整備などの維持管理は宮内庁の車馬課自動車班によって行われる。
御料車が基本的に新車で導入され、セダンは10年程度で入れ替えがあるのとは異なり、特別車では、秋篠宮家の2000年式の三菱・ディグニティのような長年に渡って使われ続けているケースもあれば、中古車が導入されるケースもある。塗色も、センチュリーについては黒または濃紺に限られているが、その他の車種はその限りではなく、白やグレー（シルバー）の車両が多い。

### 私的使用車
私用車（）とは、公用車である御料車や特別車とは別に、天皇皇后や皇族が私有財産として所有している自動車。
御料車や特別車の場合、購入や維持にかかる費用に宮内庁の宮廷費が充てられ、管理や整備も宮内庁の車馬課によって行われるが、私用車については、購入費用や日常の燃料費などの維持にかかる費用を全て自前で負担し、内廷皇族の場合は内廷費から、その他の皇族は自身の皇族費から支払うことになる。
私有財産であるため、宮内庁の車馬課によるメンテナンスは行われず、公用車でもないため、地方税である自動車税の課税対象となる。
使用されなくなった私用車は通常の廃車手続きが取られるが、上皇明仁のインテグラ（後述）については宮内庁車馬課の車庫で保管されている。

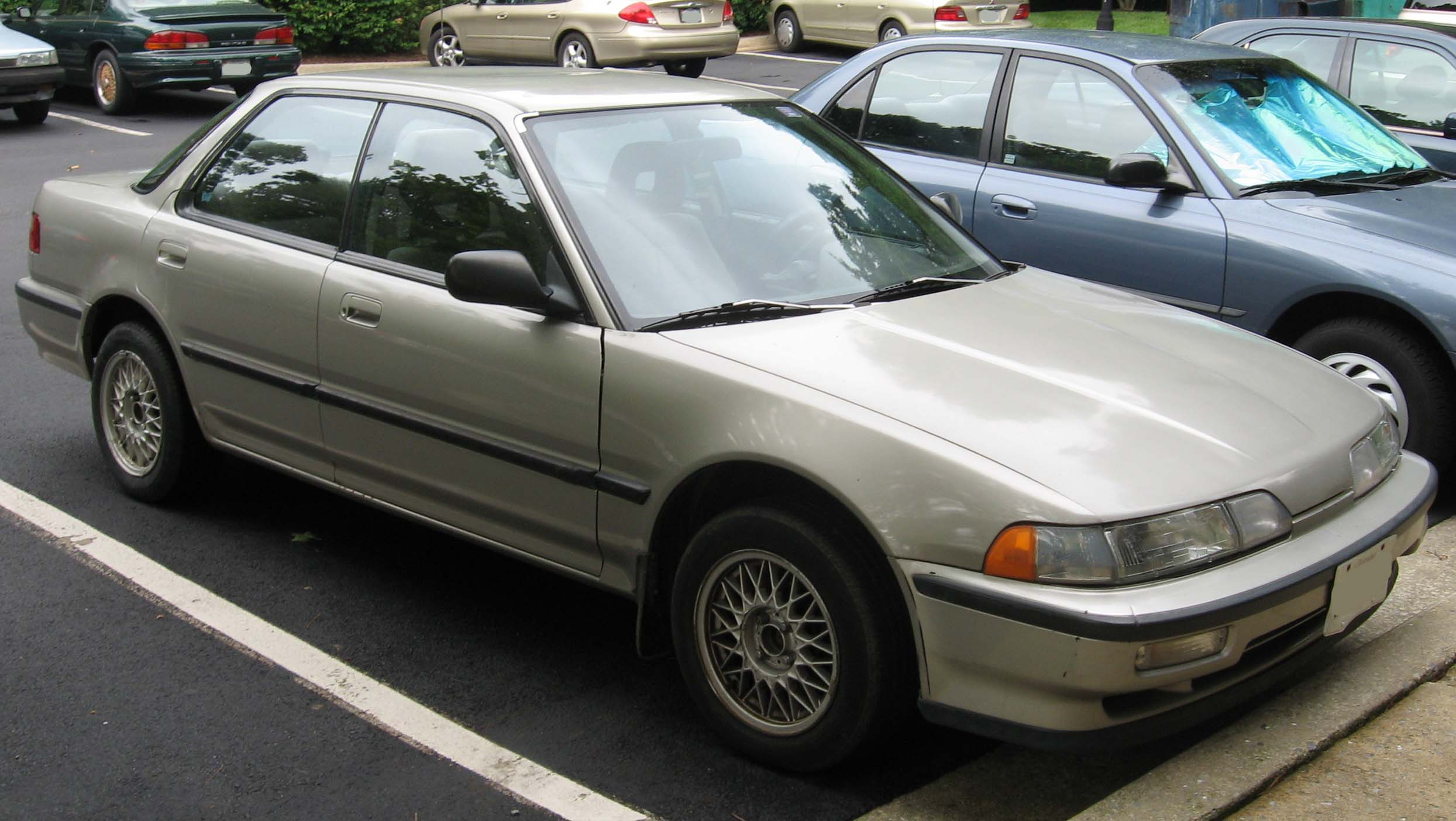
ホンダ・インテグラ（上皇明仁が乗っていた私用車の同型車）

### 特筆される車両
明治期の皇太子献納車をはじめ、かつては、皇室の慶事にあたって自動車が献上されたことがあった。それらは基本的には天皇や皇族によって使用されることはなく、民間に払い下げられているが、中には皇族によって使用された個体もあった。
- メルセデス・ベンツ・500Nニュルブルク・プルマン・リムジン（英語版）（1943年）

1937年型。第二次世界大戦下の1943年（昭和18年）に、三井家から皇室へ献上された。装甲板で補強された特注車。黒塗りの地味なボディであり、万一空襲などで天皇が避難する際は、目立たないこの車を使用して欲しいとの配慮による。
戦後は内親王たちを学校に送迎するなどの役目で使用された後、ヤナセ自動車に払い下げられた。
- パッカード・スーパーエイト（英語版）（1950年）

1937年型のこの個体は、第二次世界大戦後の戦後復興期に行われた昭和天皇の全国巡幸で使用された。
パッカード・スーパーエイトは貴賓車や臣下車として当時の宮内省に大量に導入された車両で、御料車のメルセデス・ベンツ・770に随従するための供奉車を務めることが多かった。
この個体は、元はフェートン（幌を持ち窓ガラスを持たない車両）だったが、（御料車のメルセデス・ベンツ・770をランドーレットに改造したのと同じ）富谷龍一と住江製作所によって、両側に窓ガラスが立つよう改造が施され、ランドーレットに改装された。あくまで供奉車という扱いの車両だったが、パレードにおいて都合がよかったことから、1950年（昭和25年）の四国巡幸に際して、昭和天皇がこの車に乗ってパレードを行ったことがある。
この車両は宮内庁の車馬課で保管されている。

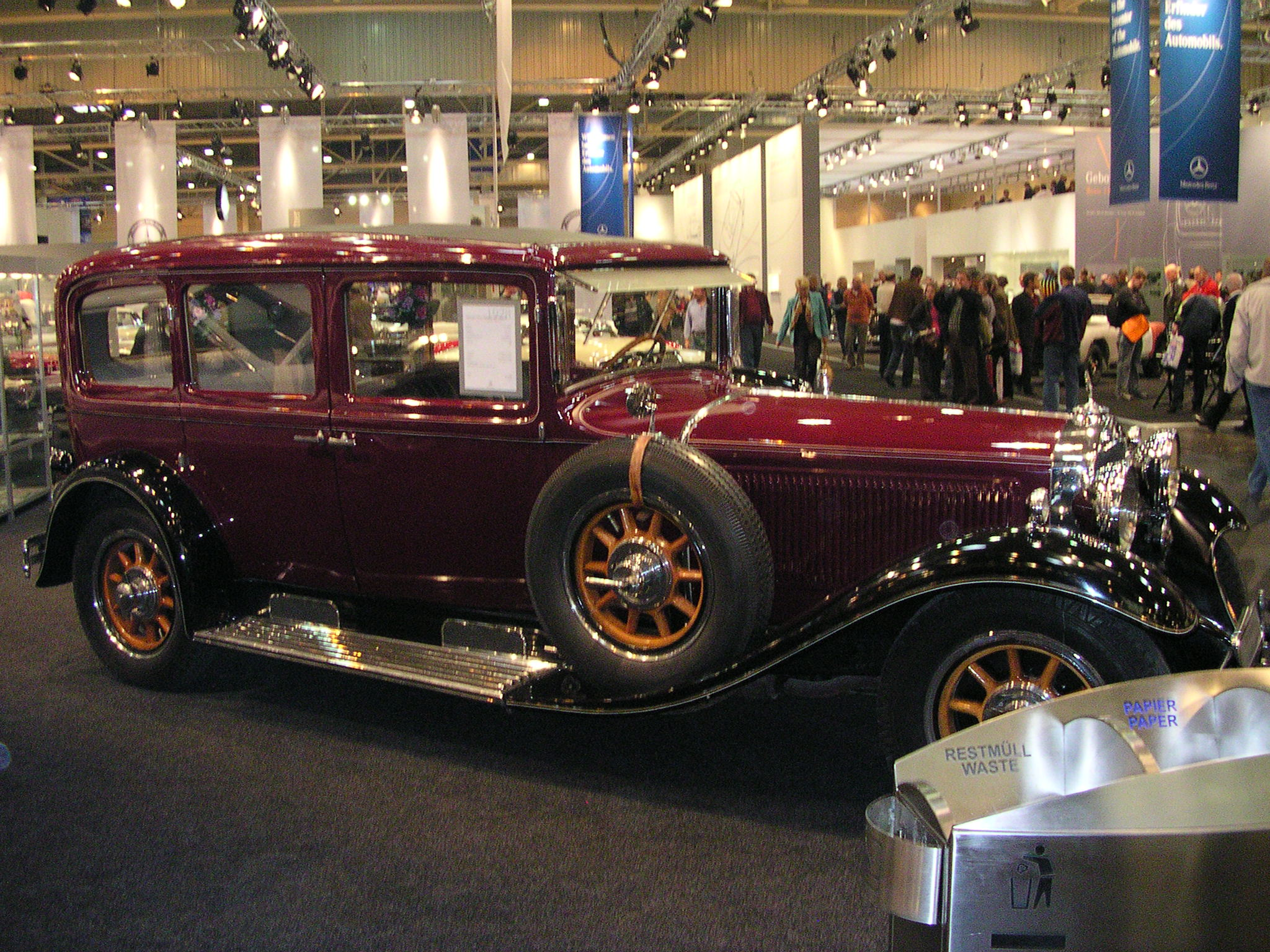
メルセデス・ベンツ・460ニュルブルク（同型車）
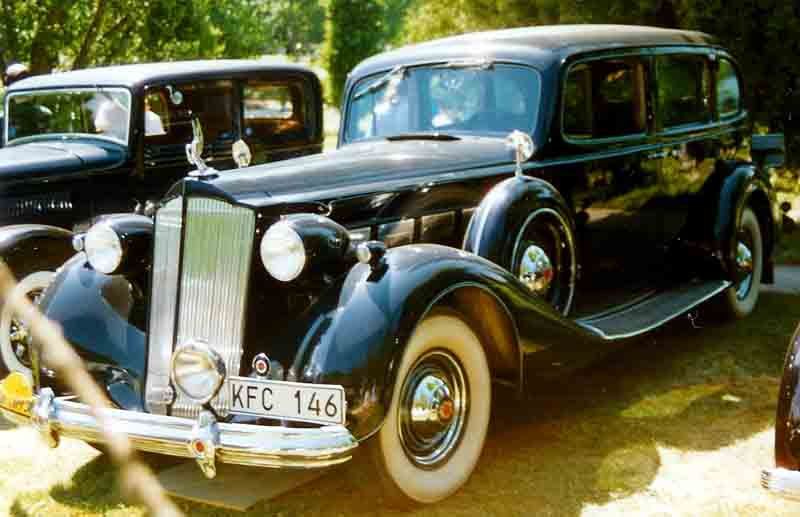
パッカード・スーパーエイト（同型車）

## 供奉車
供奉車（）は、天皇の車列に随行する車両のこと。皇族の特別車や内閣総理大臣専用車が車列に加わる場合、それらも供奉車ということになるが、その中でも宮内庁の庁用車（戦前は「臣下車」と呼んだ）を特に指す。
1920年代はピアース・アローが臣下車として多く採用され、1930年代にはパッカードのスーパーエイト（リムジン仕様）が好まれ、大量に導入された。パッカードの臣下車にはランドーレットの車両があり、巡幸に際して都合がよかったことから、天皇が一時的に乗車することもあった（前記）。
耐久性に富んだパッカードは戦後まで長く使われたが、1950年代に入ると旧式化は否めず、メルセデス・ベンツ・300（W186）に置き換えられていった。1967年（昭和42年）に御料車が国産化されたことで1970年代以降は供奉車となる宮内庁の庁用車も国産車が主流となり、トヨタ・クラウンや日産・セドリック、プリンス／日産・グロリアなどが使用されるようになった。
宮内庁関係者は、宮内庁長官、侍従長・侍従、女官長・女官、侍医、宮内庁の事務官、皇宮警察の護衛官が供奉する。昭和期まではそれぞれに車両があったが、あまりにも車列が長くなったことから、平成期からは地方巡幸では1台のマイクロバスに乗りこむ形になっている。

## 管理・運用
御料自動車は、1913年（大正2年）の導入からしばらくは宮内省の調度寮によって管轄された。調度寮は1921年（大正10年）の「宮内省管制」の改正に際して廃止され、以降は主馬寮が自動車に関する事務を扱うよう定められ、戦前期までは主馬寮によって管理されていた。戦後の宮内庁では、主馬寮自動車課、主馬寮車馬課、主馬寮業務課と管轄が変遷した後、1966年（昭和41年）に宮内庁管理部の車馬課自動車班の管轄となって現在に至る。
御料車には、宮内庁の職員で、運転士を務める「御料自動車操縦員」と、乗客のための扉の開け閉めなど、介添えを担当する「車従」の2名が技士として乗車する。

### 回送
地方訪問に際しては、飛行機や鉄道で到着した天皇がすぐに移動できるよう、あらかじめ皇居から目的地の空港や鉄道駅に御料車が回送される。
回送の際は、車体前後と左右（後部ドア）にある4つの菊花紋章には革製もしくはビニール製のカバーがかけられる。

### 車庫
1913年（大正2年）の御料車導入に合わせて、皇居の桔梗門内の蓮池脇に280坪（825平方キロメートル）の車庫が新築された。現在の宮内庁管理部自動車班の車庫も同じ場所に存在し、整備工場も併設している。
皇居内の富士見櫓の下のあたりに位置することから、宮内庁が撮影した御料車の記録写真は富士見櫓の石垣を背景にしたものが数多く残されている。

### 保存車両
御料馬車と異なり、御料自動車のほとんどは退役後に解体されているが、宮内庁によって参考車などの扱いで保存されている車両が2021年（令和3年）末時点で15台存在する（上皇明仁の私用車だったインテグラも含む）。それらは宮内庁車馬課の車庫で保管されている。
そのほかに、退役後に宮内庁から譲渡された車両と貸し出されている車両があり、以下の施設で展示されている。
- 昭和天皇記念館

東京都立川市に所在。日産・プリンスロイヤルの旧第3号御料車を展示。宮内庁からの貸し出し車両。
- メルセデス・ベンツ博物館（英語版）

ドイツ・シュトゥットガルトに所在。メルセデス・ベンツ・770の旧第8号御料車を展示。宮内庁から譲渡された車両。

## 皇室の人物と自動車

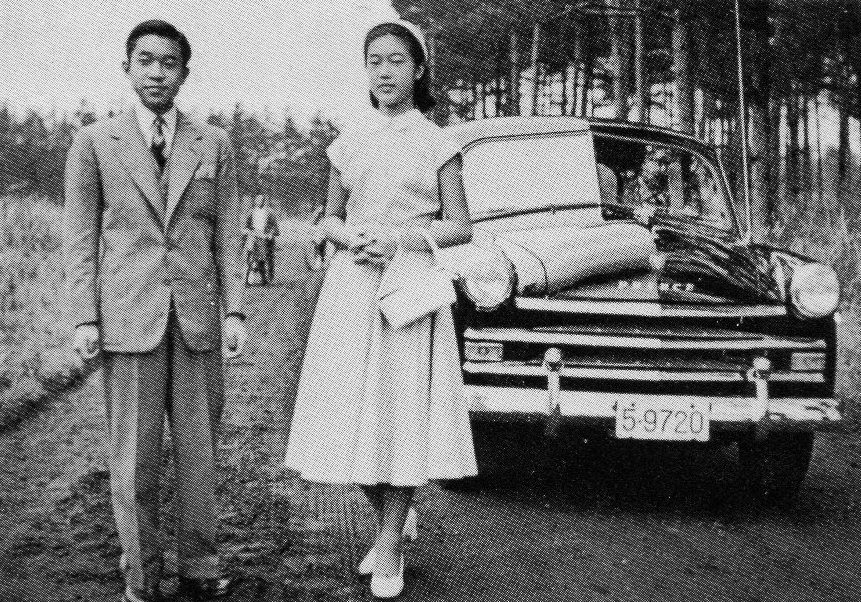
皇太子明仁親王（当時）とプリンス・セダン（1954年）

皇室の人物（天皇と皇族）で、皇室と自動車とのつながりに転機をもたらした人物と、自動車との縁が特に深い人物、逸話は以下の通り。
- 明治天皇（1852年生 - 1912年没）

第122代天皇。治世最末期に、御料自動車の採用に向けた調査をするよう下命し、御料自動車が導入される道筋を付けた。（→#御料自動車導入の経緯）
1900年代に、自動車に興味を持ったという逸話はあるものの、自身は乗車しなかったと考えられている。（→#明治天皇による関心）
1910年（明治43年）に御料自動車の導入を裁可したが、自身はヨーロッパで製造された御料車の到着を待たず、1912年（明治45年）7月30日に崩御した。明治天皇の大喪の礼で外国からの弔問客用として自動車が必要になり、宮内省は、宮家、官庁、民間所有の約60台の自動車を借り上げてその任に充て、これは日本の皇室が公式に自動車を使用した初の例となった。
- 有栖川宮威仁親王（1862年生 - 1913年没）

有栖川宮幟仁親王の第4王子で、1878年（明治11年）に明治天皇の猶子となる。「自動車の宮様」として知られる。
上述したように、皇室と自動車との初期の接点を作った人物で、国産車の奨励を積極的に図った人物でもあることから、日本の自動車史全体においても先駆者の一人に数えられている。
1905年（明治38年）に皇室の人物としては初めて自動車を購入して所有し、自身で運転も行った。国産自動車の必要性をいち早く説き、国産吉田式自動車（タクリー号）の製造を後押しした。皇室においては、御料自動車の導入に取り組み、薨去する直前まで、静養先の舞子（兵庫県）から御料車選定で中心的な役割を担った。（→#有栖川宮威仁親王の尽力）
- 大正天皇（1879年生 - 1926年没）

第123代天皇。自動車に乗車した最初の天皇にあたると考えられている。在位中に御料自動車を導入し、御料馬車との併用を始めた。
皇太子時代の1900年（明治33年）、結婚に際しての献納品の中に電気自動車があり、皇室と自動車の最初の接点となった。（→#皇太子献納車の渡来）
- 北白川宮成久王（1887年生 - 1923年没）

北白川宮能久親王の第3王子で、明治天皇の娘婿の一人。皇室の人物としては唯一の、自動車による交通事故死者。
フランス留学中の1922年（大正11年）に現地の運転免許を取得し、同地で自らの運転で自動車に乗車していた。その運転技術は未熟で、翌1923年（大正12年）4月1日、自らの妃である房子内親王（明治天皇の第7皇女子）、義弟で、同じくフランス留学中だった朝香宮鳩彦王を伴ってドライブに出かけた際、スピード超過から交通事故を起こした。この事故で、運転していた自身は即死し、房子内親王と鳩彦王は重傷を負った。
明治期からの皇族や華族の子弟らは、欧米各国への留学を通して、現地の最新の学問や技術を吸収して、日本の発展に寄与することが期待されており、自動車を単なる移動手段以上の愉しみとして捉える「自動車文化」のような現地のライフスタイルもそうしたものの一部だった。皇室では、有栖川宮威仁親王が生前に自動車の利用を奨励していたこともあって、大正期のこの時期、海外留学中の皇族の運転は比較的自由に許されていた。しかし、この惨事によって、以降は皇族による自動車の運転には制限がかかるようになったと言われている。
- 山階宮武彦王（1898年生 - 1987年没）

昭和天皇の従兄。海軍航空隊に所属していた皇族軍人で、「空の宮様」として知られる。航空機の構造に精通していたことから、自動車にも関心を持っていた。
1922年（大正11年）11月に日本初の本格的な自動車レースとして開催された自動車大競走（第1回日本自動車競走大会）に関心を示し、その中心的ドライバーだった藤本軍次らを宮邸に呼び、藤本が駆ったハドソンの詳細を下問した。
1926年（大正14年）8月には、日本初の純国産量産乗用車であるオートモ号（1924年発売）を自家用車として購入し、率先垂範として、国産車奨励の意向を示した。
- 昭和天皇（1901年生 - 1989年没）

第124代天皇。皇太子（皇太子摂政宮）の頃から御料自動車を常用。皇太子時代までは儀式や台湾行啓（1923年4月）などで御料馬車に乗ることもあったが、即位した時点で儀装馬車が壊滅状態だったこともあって、在位中に御料馬車に乗った例は1928年（昭和3年）の即位の礼に伴う一連の儀式を除いて皆無で、それまで馬車が用いられていたような移動にもっぱら御料自動車を用いた。
1923年（大正12年）12月、皇太子摂政宮だった当時、御料車のロールス・ロイスに乗車中に無政府主義者の襲撃を受けた（虎の門事件）。大事には至らなかったものの、このことは御料車に防弾車の導入を促すことになる。
1960年代に初の国産の御料車（日産・プリンスロイヤル）が開発されるにあたり、外観は国民から親しみやすく、内装は華美を避けて簡素にするよう希望した。
- 秩父宮雍仁親王（1902年生 - 1953年没）

大正天皇の第2皇子。「スポーツの宮様」として知られる。
イギリス留学中の1926年春から自動車の運転をするようになった。皇族付武官として随行していた岡崎清三郎（後の陸軍中将）からは運転しないよう諫められたが聞く耳は持たず、向こう見ずな運転によってしばしば事故寸前の状態となり、岡崎を慌てさせたという。
1937年（昭和12年）、イギリス国王ジョージ6世の戴冠式に兄である昭和天皇の名代として参列した際、タイ王国の王子であるプリンス・ビラと知り合った。ビラ王子はレーシングドライバーとして有名になる人物で、戴冠式参列の後、スイスで静養していた雍仁親王は、ビラ王子の誘いで、同国で開催されていた第4回ベルン・グランプリを観戦しに訪れた。開催地のブレムガルテン・サーキットでは、ビラ王子が運転する車に同乗してサーキット走行も楽しんだ。
自身の愛車の1台であるランチェスター・40リムジン（1928年製）のフードマスコットはスキーヤーの像に変えていた。
- 高松宮宣仁親王（1905年生 - 1987年没）

大正天皇の第3皇子。1913年（大正2年）、上記の威仁親王の薨去により有栖川宮家の継承者がなくなることを惜しんだ大正天皇が、同宮家の祭祀を祭らせるため、当時8歳の宣仁親王に高松宮の称号を与えた。
宣仁親王も威仁親王と同様に自動車に多大な関心を寄せ、少年時代は大正期の日本における主要な自動車雑誌である『モーター』（極東書院）を愛読し、自動車の機構面にも精通していた。長じて自身で運転できる年齢になると、メルセデス・モデルK、アームストロング・シドレー、ハノマーグ・2/10 PS、といった、外国車を数台保有し、自身の運転で愛用するようになった。日本車についても、日本製としては初の前輪駆動車であるローランド号（筑波号）、川崎車両の六甲号、といった自動車を購入し、そのことを知らしめることで自動車の国産化を後押ししていた。
戦後の自動車工業にも引き続き後援の意を積極的に表し、1954年（昭和29年）の第1回全国自動車ショウから自身の晩年まで、東京モーターショーの名誉総裁を長らく務めた。自動車レースにも関心を寄せ続け、1963年（昭和38年）の第1回大会をはじめとする1960年代の日本グランプリ、1976年（昭和51年）のF1世界選手権イン・ジャパン、など、数々のレースで大会名誉総裁を務め、多くのレースで会場にも足を運んだ。この際、鈴鹿サーキットで開催されたある大会では、大正期のレーシングカーで、本田宗一郎が製作に携わったカーチス号のデモ走行に同乗したこともある。
本田とは個人的にも親しく接し、1955年（昭和30年）頃に知り合って以降、終生の友人となった。日産自動車の石原俊らとも親しく、1982年（昭和57年）に同社の本社新館が建てられた際に、隣の新橋演舞場と一体の建物となったのは、宣仁親王の冗談を石原が実現させたことによる。
晩年も、ホンダ・ビガーを愛車として自ら運転していた。薨去した際、宮内庁は思案の末、葬儀（斂葬の儀）で、牛車や輿（葬輿）、馬車（霊柩馬車）は用いず、日産・プリンスロイヤルの寝台車（霊柩車）を用いた。この車両は宣仁親王の葬儀で初めて霊柩車として使われ、後に昭和天皇の大喪の礼や、香淳皇后の葬儀でも使用された。
- 上皇明仁（1933年生）皇太子明仁親王（当時）とプリンス・セダン（1954年）

第125代天皇。自動車運転経験を持つ最初の天皇で、かつ、在位中に自動車を運転した最初の天皇にあたる。
車歴:
皇太子時代の1954年（昭和29年）に運転免許を正式取得してから運転をやめるまでの約65年間に、のべ11台の自動車（私用車）を乗り継いだ。車歴は、皇太子時代のプリンス・セダンに始まり、プリンス・スカイライン、プリンス・グロリアといった具合に、プリンス自動車の新型車が発売されるたびに乗り換え、同社が合併により消滅する1960年代半ばまでに9台のプリンス車を乗り継いだ。この間にトヨペット・クラウン・デラックス（初代）にも乗り、皇太子時代だけで、10台の車両を乗り継いだ。
最も長く乗っていたのは、1989年（平成元年）の即位後に購入したホンダ・インテグラ（1991年製）で、1991年（平成3年）に購入して以降、運転免許証の更新を止めるまで、30年近くに渡って自らの運転で同車を愛用した。即位後の運転は原則的に皇居内のみで行い、非常に低速の安全運転を行ったと言われている。
自動車観・御料車観:
自動車のオートマチックトランスミッションが技術的に未熟な時期に運転を始めたこともあって、本当にスムーズな走行はマニュアルトランスミッション（MT）でなければできない、という考えを持っており、私用車はいずれもマニュアル車だった。
御料車のこともただの移動手段とはみなさず、国民との関係性から、そのあるべき姿という点にこだわりを持ち、大型リムジンだけを御料車とすべきではないという考えを皇太子時代から示していた（前述）。その意向を受け、1989年（平成元年）にセダンの日産・プレジデント（2代目）が「皇1」として導入された。1991年（平成3年）に3代目プレジデントが追加導入された際にも自身の御料車観を示し、同車は滑らかな姿を持っていたのに対して、随従する供奉車の2代目プレジデントは角ばった厳めしい姿をしており、車列が調和に欠けることを指摘し、供奉車が更新されるまでは御料車のプレジデントをほとんど使用しなかった。
自動車関係の事跡:
1953年、エリザベス2世の戴冠式に昭和天皇の名代として参列するため渡欧した際のヨーロッパ歴訪で、ドイツグランプリ（ニュルブルクリンク）を訪れたことでも知られる。これは日本人がフォーミュラ1（F1）を観戦した初の例だと考えられている。
その自動車好きは、結果として、御料車の選定にも間接的な影響を与えた。皇太子時代、当時の明仁親王がプリンス自動車を愛用していることは一般にもよく知られており、同社と宮内庁の間のやり取りも多かったことから、宮内庁から「国産御料車」開発の諮問を受けた自動車工業会（日本の自動車メーカーの業界団体）は、それを踏まえてプリンス自動車を推薦した。このことは、日産・プリンスロイヤル誕生につながることになる。
前記したように、大型リムジンのプリンスロイヤルのみを御料車とすることは国民との間に距離を生むのではないかと懸念し、御料車にセダンを導入するよう働きかけ、1989年（平成元年）の即位直後からリムジンとセダンの使い分けを始めた。（→#セダン御料車の導入）
- 秋篠宮文仁親王（1965年生）

上皇明仁の第2皇子。
秋篠宮家では、公用車（特別車）として、三菱・ディグニティ（年式違いで複数）やトヨタ・アルファードなどを使用していることで知られる。三菱・ディグニティの内、2000年式の車両は総販売台数が59台という希少車にあたる。この車両は20年以上に渡って秋篠宮家の公務車として使用されている。同車は2019年（令和元年）に文仁親王が皇嗣になるにあたって、皇嗣車として使用できるよう、皇嗣旗を掲げる台座が新たに設けられた。その後、2021年（令和3年）9月に車検が切れた同車は、宮内庁の車庫で一時的に保管されていたが、その後、再登録が行われ、2022年（令和4年）元日時点で皇嗣車に復帰している。
公用車以外に、私有車としてBMWや三菱・デリカなど複数台を所有している。フォルクスワーゲン・タイプ1（グリルをロールス・ロイス風に改装）を愛車としていたことでも知られる。
- 瑶子女王（1983年生）

三笠宮家の寬仁親王の第2女子。
2024年（令和6年）、皇室から自動車レースへの初の賜杯として「瑶子女王杯」が設けられ、全日本スーパーフォーミュラ選手権の1戦で優勝者に授与されるようになった。
瑶子女王は賜杯が設けられる以前から私的にレース観戦にサーキットを訪れており、モータースポーツの造詣が深く、レース関係者を驚かせた。

## 関連用語
- 御料車（）

「御料自動車」の通称。天皇皇后の専用車として使用される自動車。
狭義には、皇ナンバー（既述）を付けた車両を指すが、令和期からは品川ナンバーの公用車も「私的行事用御料車」という扱いになっている（以前は特別車と呼ばれていた）。そのほか、随従たちの供奉車として通常用いられている車両に天皇が公務で乗車することもあり、そうした場合、その車両も「御料車」と呼ばれる。供奉バスに天皇が乗車することもあり、その際は「御料バス」と呼ばれる。
- 特別車（）

皇族が使用する公用車。公務以外に、私事にも用いられる。平成期以降は、天皇も私事の外出や皇居内の移動用に用いている。
ナンバープレートは品川ナンバーの車両となる。
昭和40年代までは、宮内庁車馬課では「特別車」は霊柩車を意味していたが、昭和50年代に用語の使い方が改められた。令和期から、天皇の特別車は「私的行事用御料車」と呼ばれている。
- 供奉車（）

天皇や皇族の車列に加わり、供をする車両を指す。供奉する車両の中でも宮内庁関係者の車両を特に指す。
- 貴賓車（）

かつて宮内省で使われていた用語で、皇族用の車両や外国からの来賓用の車両に対して用いられた。
- 臣下車（）

かつて宮内省で使われていた用語で、宮内省官吏ら随従員たち用の車両に対して用いられた。

## 関連書籍
- 『天皇の御料車』（著：小林彰太郎。二玄社・1993年刊）

御料自動車についての書籍。日産・プリンスロイヤルの設計統括をした増田忠とデザイン（スタイリング）を担当した森典彦が詳細な寄稿をしている。
- 『御料車と華族の愛車』（霞会館・2018年刊）

かつての華族会館である霞会館による書籍。御料車のほか、戦前期の旧宮家と旧華族で使用された自動車と、それらの逸話を収集網羅する目的で編纂された。
- 『天皇陛下と皇族方と乗り物と』（著：工藤直通。講談社ビーシー・2019年刊）

皇室の乗り物全般についての書籍。御料自動車について詳述されている。